# Snooker

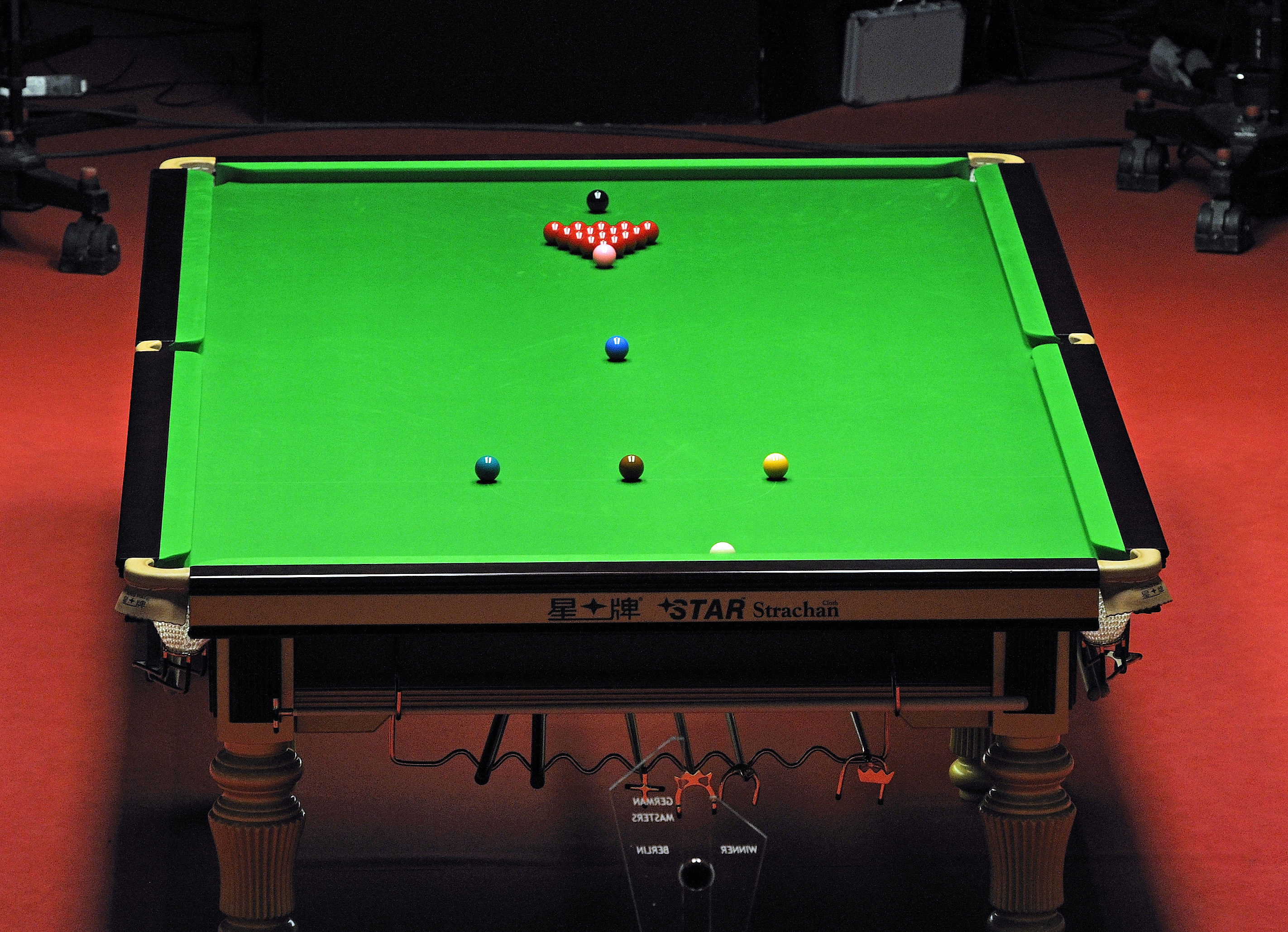
Snookertisch zum Framebeginn

Snooker (ˈsnuːkɐ – britisch ˈsnuːkə) ist eine Variante des Billard.
Gespielt wird Snooker auf einem Snookertisch, der an jeder Seite von einer Bande begrenzt ist, in die insgesamt sechs Taschen 
eingelassen sind. Zu Beginn einer Runde („Frame“) liegen 22 Billardkugeln auf dem Tisch: 21 Objektbälle sowie der weiße Spielball. Dieser wird mit dem Queue gestoßen. Im Idealfall berührt er einen Objektball so, dass dieser in eine der sechs Taschen läuft. Falls mit einem Stoß kein Ball gelocht oder ein Regelverstoß begangen wird, so kommt der Gegner an den Tisch. Für das Lochen eines Balles erhält der Spieler Punkte: Die 15 roten Kugeln sind je einen Punkt wert, die anderen Objektbälle („Farben“) haben aufsteigende Punktzahlen (gelb → 2, grün → 3, braun → 4, blau → 5, pink → 6, schwarz → 7). Am Anfang einer Aufnahme („Break“) muss eine der Roten gespielt werden. Falls diese erfolgreich gelocht wurde, folgt eine Farbe, dann wieder eine Rote und so weiter. Nach dem Lochen bleiben die Roten in der Tasche, die Farben kehren zunächst auf den Tisch zurück. Erst wenn alle Roten gelocht wurden, werden auch die Farben final in aufsteigender Wertigkeit gelocht. Die Runde endet mit dem Lochen aller Objektbälle oder durch die Aufgabe eines Spielers. Sieger des Frames ist derjenige, der am Ende die meisten Punkte hat. Eine Partie besteht meist aus mehreren Frames. Für Sieg und Niederlage mitentscheidend sind technische und taktische Aspekte wie die Körperhaltung, die Konzentration und erspielte Vorteile. So wird zum Beispiel der Gegner gerne zu Regelverstößen genötigt, da gegnerische Fouls einem selbst Punkte bringen. Eine solche Situation ist beispielsweise der Snooker, bei dem der direkte Weg zum nächsten Ball versperrt wird. Zwar ist der Name dieser Spielsituation identisch mit dem Namen des gesamten Spieles, ein direkter Zusammenhang besteht aber wahrscheinlich nicht.
Neben dem „normalen“ Snooker gibt es auch noch einige, meist wenig verbreitete, Variationen. Die bekannteste dieser Varianten ist das Six-Red-Snooker. Generell ist Snooker heute vor allem im Vereinigten Königreich und in der Volksrepublik China beliebt. Während Snooker in China erst seit dem Ende des 20. Jahrhunderts durch die fortschreitende Globalisierung des Sportes ein Massensport ist, so ist das Vereinigte Königreich das Stammland des Snookers. Zwar wurde es in den 1870ern außerhalb der Britischen Inseln in Britisch-Indien erfunden, doch schon der Name „Snooker“ geht wahrscheinlich auf eine Bezeichnung für Kadetten an der englischen Royal Military Academy Woolwich zurück. Außerdem war das Vereinigte Königreich das erste Land, in dem der Sport sehr beliebt wurde. Dort wurde 1927 die erste Snookerweltmeisterschaft ausgetragen und es ist Heimat fast aller bedeutenden Spieler der Geschichte wie Joe Davis, Ray Reardon, Steve Davis, Stephen Hendry und Ronnie O’Sullivan. Die Beliebtheit des Sportes war in der Nachkriegszeit rückläufig, seit Ende der 1960er erfährt er aber eine recht breite mediale, aber auch eine künstlerisch-kulturelle Rezeption. Trotz einiger guter Spieler und wichtiger Turniere ist Snooker im D-A-CH-Raum dagegen nach wie vor eine Randsportart.

## Spielmaterialien

### Snookertisch

Grafik eines Snookertisches mit den aufgesetzten Bällen; unten die Fußbande, oben die Kopfbande

Snookertische gibt es in unterschiedlichen Größen, professionell werden aber 12-Fuß-Tische verwendet. Alle Tische sind doppelt so lang wie breit. Die Profitische haben, gemessen zwischen den Außenkanten, eine Fläche von etwa 366 × 183 Zentimetern und eine Innenfläche von circa 357 × 178 Zentimetern. Bei einer Höhe von etwa 85 bis 86 Zentimetern hat der Tisch ein Gesamtgewicht von etwa 1,5 Tonnen. Die Spielfläche besteht aus einer 4,5 bis 6 Zentimeter dicken Schieferplatte, auf der ein grünes Kammgarntuch gespannt ist. Heutzutage ist wegen einiger positiver Effekte die Beheizung der Spielfläche üblich. Umfasst ist die Spielfläche an jeder Seite von Banden, die aus einem elastischen Spezialgummi bestehen. Auch sie sind mit dem Kammgarntuch überzogen und sollen nach einem Ballkontakt einen „gleichmäßigen und dynamischen Abschlag“ ermöglichen. Dieser Effekt kann durch integrierte Stahlbänder gesteigert werden. An jeder Ecke sowie in der Mitte jeder langen Seite werden die Banden von den Taschen unterbrochen, die im Vergleich zum Poolbillardtisch eine andere Form haben und dadurch schwieriger anzuspielen sind. Die Beine des Tisches sind meist aus Eiche oder Mahagoni gefertigt.
Auf dem Snookertisch befinden sich weiße Markierungen. 737 Millimeter unterhalb der Fußbande gibt es eine durchgezogene Linie, die sogenannte Baulk-Linie. Sie hat im Snooker nur begrenzte Bedeutung und entstammt dem English Billiards. In der Mitte begrenzt die Baulk-Linie einen zur oberen Bande orientierten Halbkreis mit einem Radius von 292 Millimetern, das sogenannte D. Aus dem Bereich innerhalb des D wird am Anfang eines Frames beziehungsweise bei einem „Ball in Hand“ jeweils der Spielball herausgespielt. Zudem befinden sich auf der Baulk-Linie innerhalb des D drei Aufsetzmarkierungen (engl.: spots), zwei jeweils am Anfang bzw. Ende des Halbkreises und eine in der Mitte der anderen beiden. Von links nach rechts sind es die Markierungen für die Farben Gelb, Braun und Grün. Zudem gibt es drei weitere Aufsetzmarkierungen: für den blauen Ball in der Mitte des Tisches, für die pinke Kugel in der Mitte zwischen Blau und der Kopfbande sowie für die Schwarze 324 Millimeter oberhalb der Kopfbande. Unter der Aufsetzmarkierung für Pink werden in Dreiecksform die fünfzehn Roten angeordnet.

### Queue

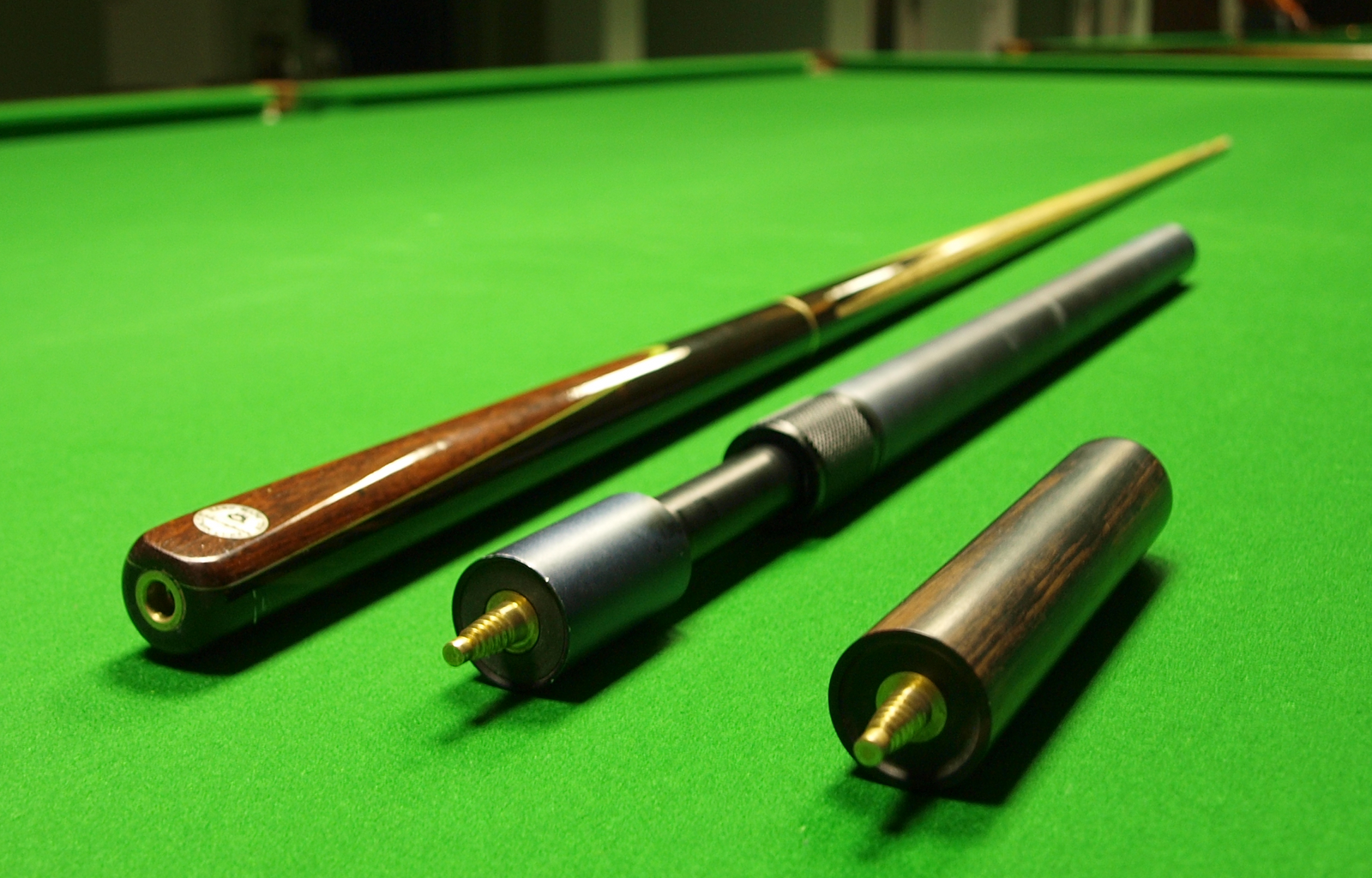
Queue mit Verlängerungen

Das Queue [kø] ist das Spielgerät beim Snooker. Es ist im Grunde genommen ein spitz zulaufender Holzstab. Das Queue ist 450 bis 490 Gramm schwer und 140 bis 150 Zentimeter lang. Als Mindestlänge sind zwar 91,4 Zentimeter festgeschrieben, die optimale Länge liegt aber meistens im genannten Bereich und hängt von der Körpergröße des Spielers ab. Für den oberen Teil des Queues wird hauptsächlich Eschenholz, seltener auch Ahornholz, verwendet, da Esche vergleichsweise hart und stabil ist und ein gutes Schwingungsverhalten bietet. Der Griffbereich ist dagegen aus Gründen der Ästhetik und der Balance häufig aus Ebenholz. Lackierungen, Verzierungen und Einlegearbeiten sind der Stabilität sowie der Griffigkeit abträglich und werden deshalb meist weggelassen. Die meisten Queues lassen sich in zwei oder drei Teile zerlegen, um den Transport zu vereinfachen. Zum Schutz des Queues beim Transport verwenden insbesondere Profispieler spezielle Behältnisse, um das Risiko von Schäden zu minimieren. Für Transport und Lagerung ist häufig eine Aufteilung des Queues in mehrere zusammensetzbare Teilstücke notwendig. Davon abgesehen gibt es verschiedenartige Verlängerungen, die auf den Griff geschraubt werden können.
Vor allem bei regelmäßigen Spielern hängt die Leistung des Spielers auch von der Verwendung eines bestimmten Queues ab. Da sich Queues in Feinheiten unterscheiden, passen sie unterschiedlich gut zur Spielweise eines bestimmten Spielers. Der Verlust oder die Beschädigung des gewohnten Queues kann bei Profispielern unter Umständen zu einem merklichen Leistungsverlust führen.

#### Ferrule und Pomeranze

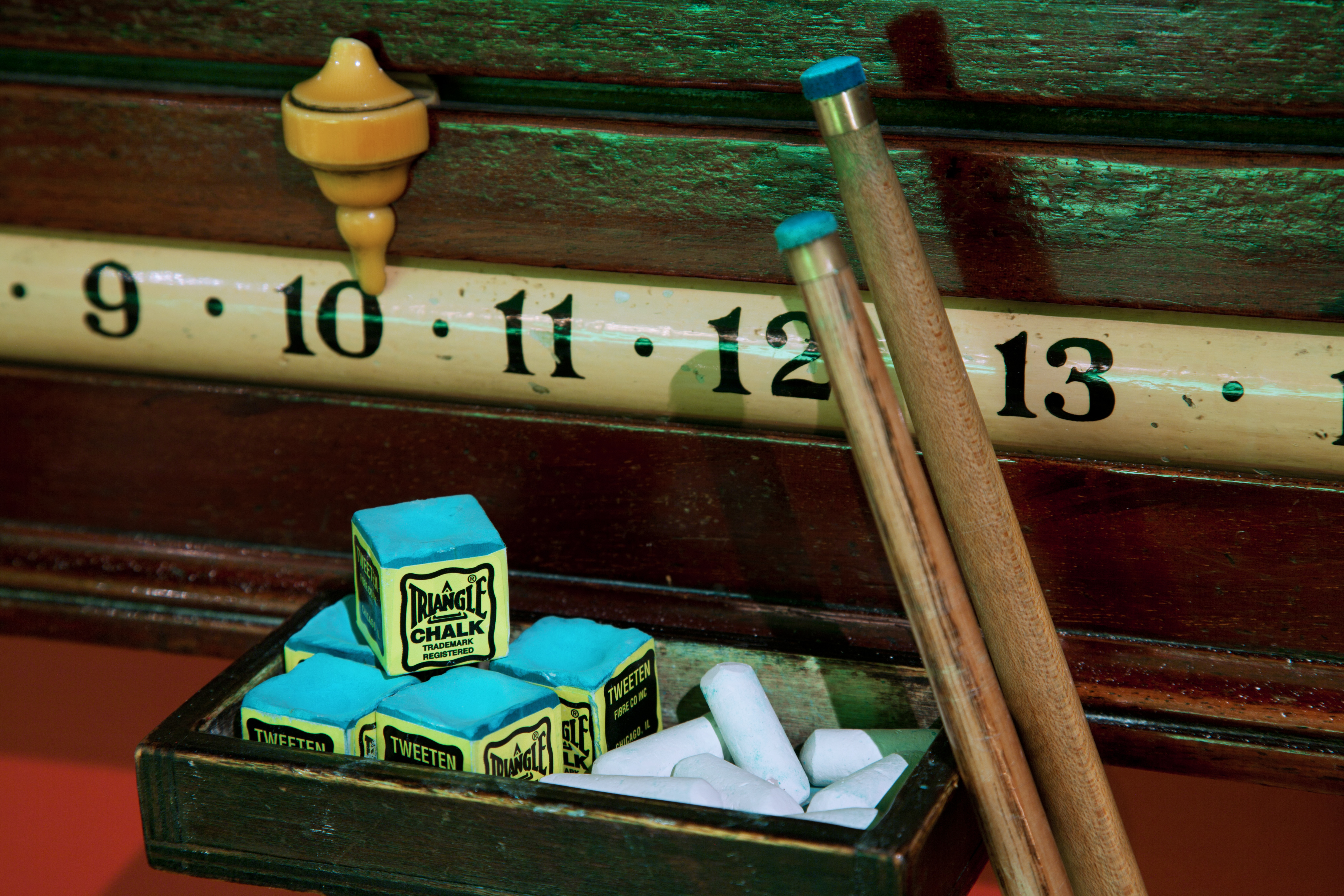
Billardkreide (links) und Queue (rechts) mit Ferrule (goldfarben) und Pomeranze (blau)

Am oberen Ende wird das Queue von der Ferrule abgeschlossen, einem meist aus Messing bestehenden Teil. Auf der Ferrule ist ein kleines Lederplättchen angebracht, die sogenannte Pomeranze. Die Pomeranze soll einen kontrollierteren Stoß gewährleisten. Sie ist konvex gewölbt und berührt daher nur mit einer möglichst kleinen Fläche den Ball. Zudem sollte die Oberfläche der Pomeranze möglichst rau sein, um eine bessere Haftung beim Ballkontakt zu erzeugen. Der Durchmesser der Pomeranze hängt mit dem des Queues zusammen, beträgt aber durchschnittlich 9 bis 11,5 Millimeter und ist damit kleiner als das Pendant beim Poolbillard; dort sind die Queuespitzen wegen der größeren Kugeln größer als beim Snooker. Es gibt Pomeranzen aus hartem und Pomeranzen aus weichem Leder; beide Varianten weisen spezielle Feinheiten auf und sind für das Snookerspiel der einzelnen Personen von Bedeutung. Zudem gibt es sowohl Pomeranzen, die den Rand des Queues überlappen, und solche, die bündig mit dem Queue enden. Zwar ist die Verwendung einer bestimmten Pomeranzenart Geschmackssache, doch manche Spieler haben mit einer überlappenden Pomeranze das Gefühl, den Ball besser kontrollieren zu können. Generell ist die Pomeranze ein Verbrauchsartikel, der zwar teilweise durch bestimmte Mittel gepflegt werden kann, nach einer gewissen Zeit aber erneuert werden muss. Die Zeitspanne ist unter anderem von der Stoßhärte abhängig.
Die Pomeranze wird mit einer speziellen Billardkreide eingekreidet, die die Haftung beim Stoß verbessern soll. Je nach Qualität ist die Kreide mehr oder weniger griffig; je vollständiger die Pomeranze eingekreidet wird, desto besser ist die Auswirkung. Sie lässt sich optimieren, indem man die Pomeranze drehend einkreidet. Generell ist die beim Snooker meist türkisfarbene bis grüne Kreide in Quaderform fettärmer als beim Poolbillard und verschmutzt weniger, die Pomeranze muss aber öfter eingekreidet werden. Außer dieser üblichen Kreide gibt es mit der sogenannten Taom-Kreide eine weitere häufig verwendete Kreideart, die im Gegensatz zur normalen Kreide rund ist. Sie soll Kicks reduzieren, erhöht aber die Wahrscheinlichkeit, dass die Queuespitze vom Spielball abrutscht.

#### Hilfsqueues
Zusätzlich gibt es auch einige Hilfsqueues, die das Spielen in bestimmten Situationen vereinfachen sollen. Die Hilfsqueues sind dabei eine zusätzliche Stütze bzw. Ablage für den Queue während des Stoßes. Insgesamt gibt es fünf dieser Hilfqueues, die allgemein zur Ausstattung eines Snookertisches gehören. Das Ende des Hilfsqueue wird fest in der Hand und der Unterarm waagerecht gehalten, womit die Körperhaltung eher seitlich und damit anders als im hilfsqueuelosen Spiel ist. Hierbei muss wie im übrigen Spiel darauf geachtet werden, dass mindestens ein Fuß den Boden berührt. Am häufigsten wird das „Kreuz“ eingesetzt, bei dem an der Spitze ein X befestigt ist. Es wird benutzt, indem man das Queue in eine Ecke des Kreuzes legt. Je nach Lage des Hilfsqueues (hochkant oder liegend) kann der Spielball damit höher oder tiefer angespielt werden. In anderen Situationen – wenn zum Beispiel über einen störenden Ball hinweggespielt wird – wird auch die „Spinne“ benutzt. Sie gibt es in insgesamt drei Varianten, und wird teils auch als „Brücke“ bezeichnet. Jede Variante hat vorn einen Kranz mit Auflagen für das Queue; im Falle der „verlängerten Spinne“ ist dieser Kranz nach vorn verschoben. Bei der Benutzung wird der Spielball allerdings steiler als gewöhnlich getroffen. In ähnlichen Fällen wie die Spinne wird der „Schwanenhals“ genutzt, bei dem man den Ball noch steiler trifft und bei dem man mit dem Queue zudem leicht abrutschen kann. Zudem gab es mit dem „Hookrest“ auch ein neuartiges Hilfsqueue, das neben dem normalen X vorne in der Mitte gebogen war, um störende Bälle umgehen zu können. Trotz der Vereinfachung des Spiels setzte sich dieses Queue nicht durch, da die umgangenen Bälle bei der Führung des Haupt-Queues störten.

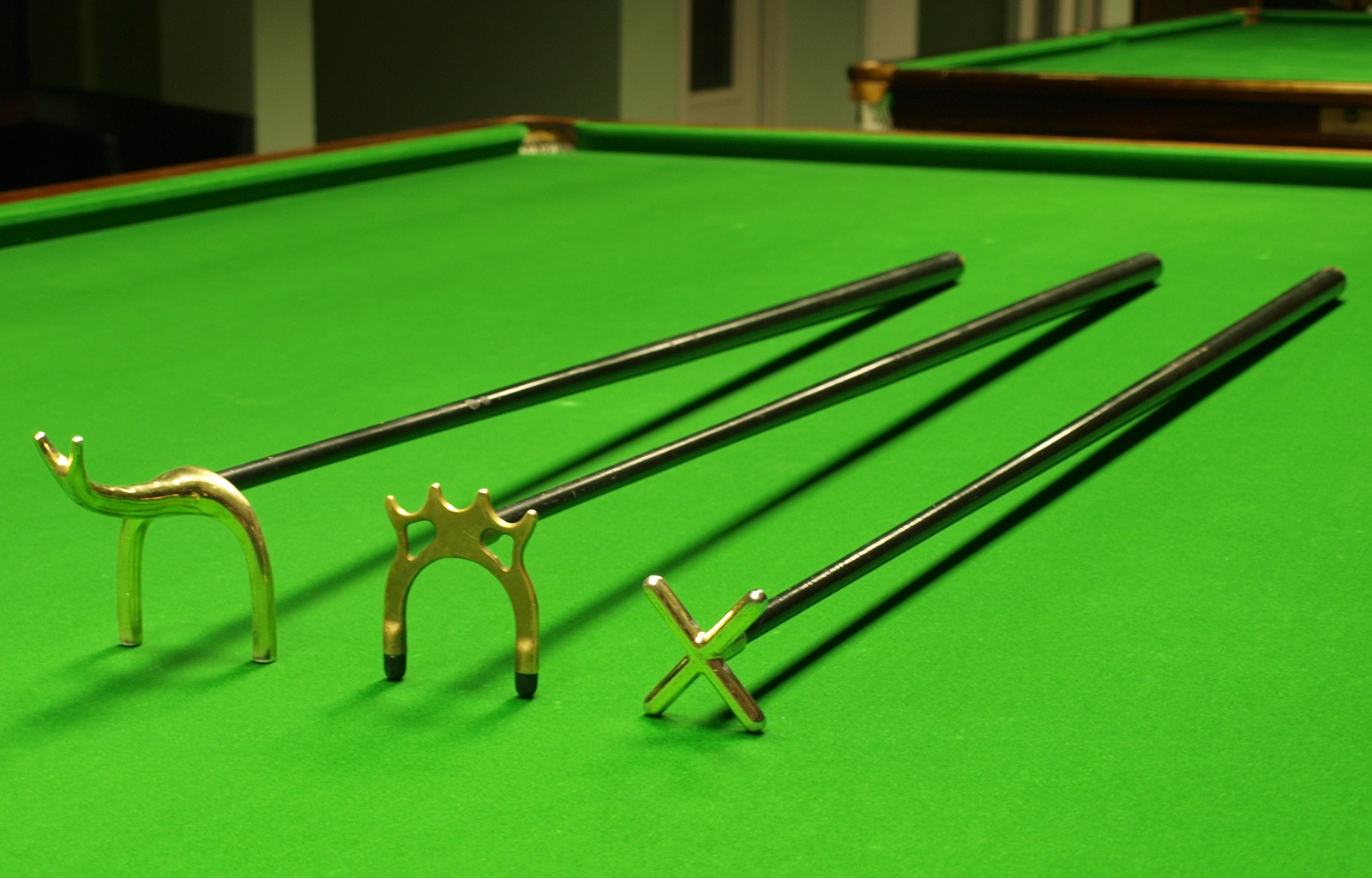
„Schwanenhals“, „Spinne“ und „Kreuz“
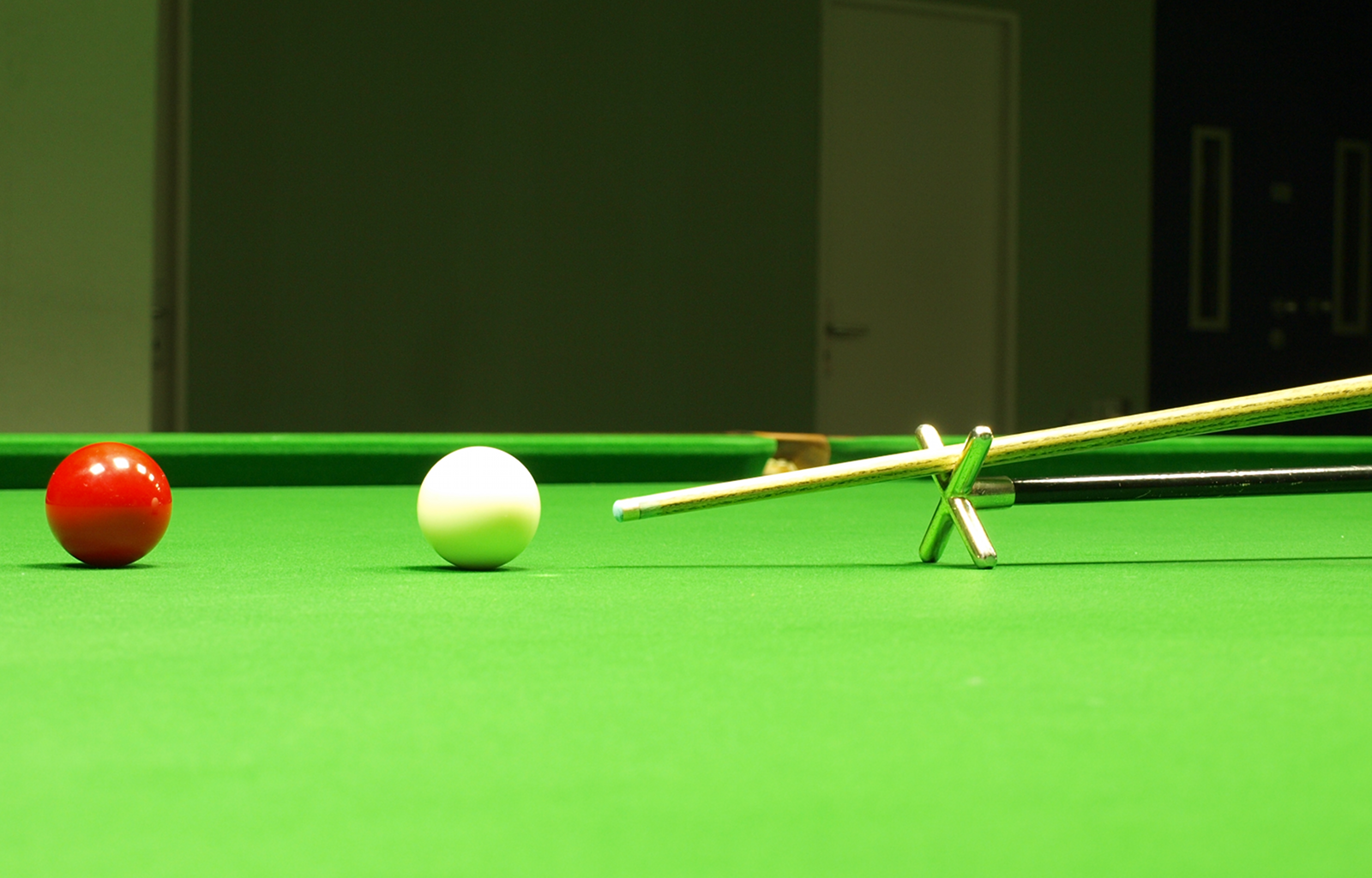
Das „Kreuz“
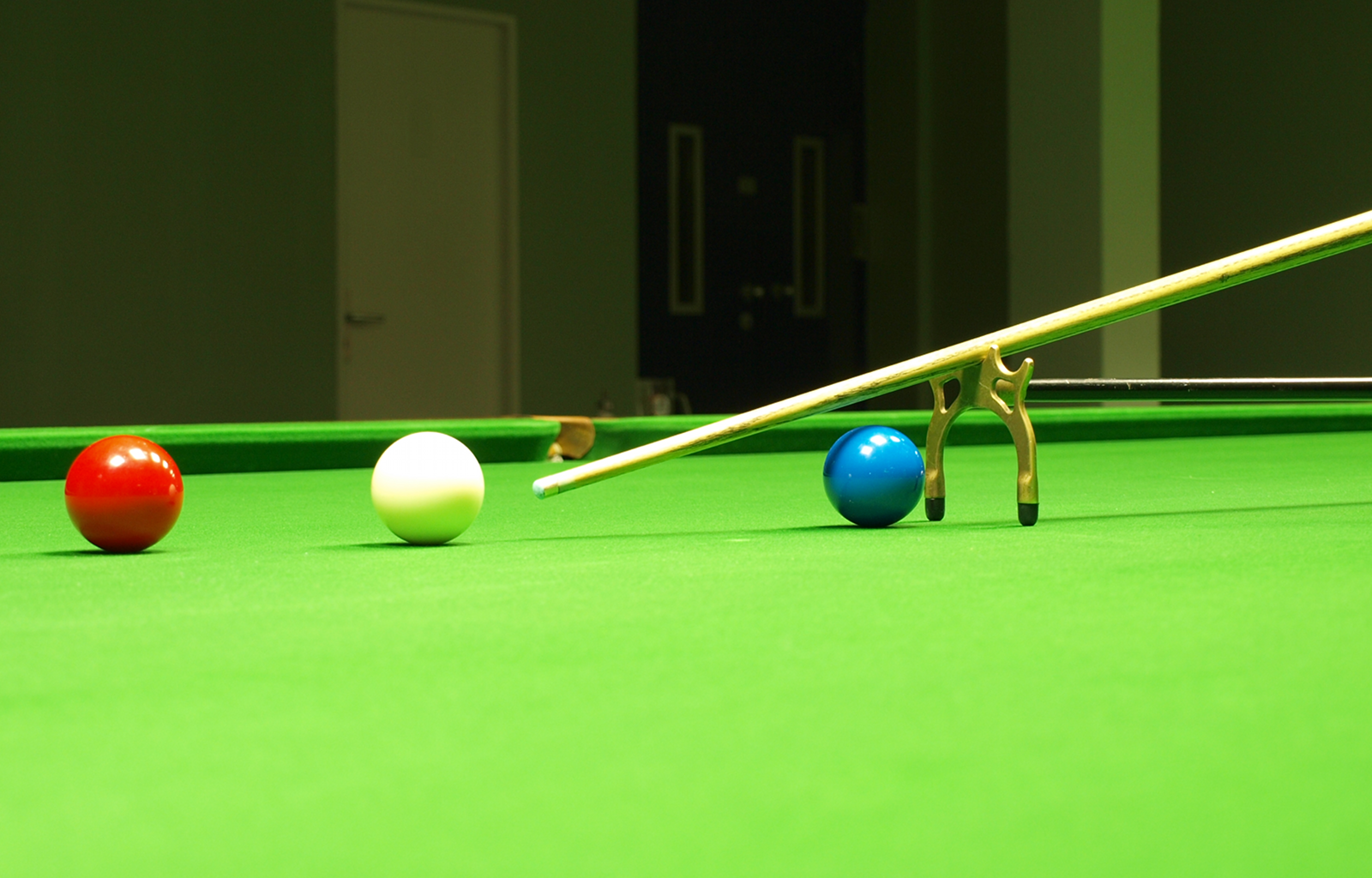
Die „Spinne“
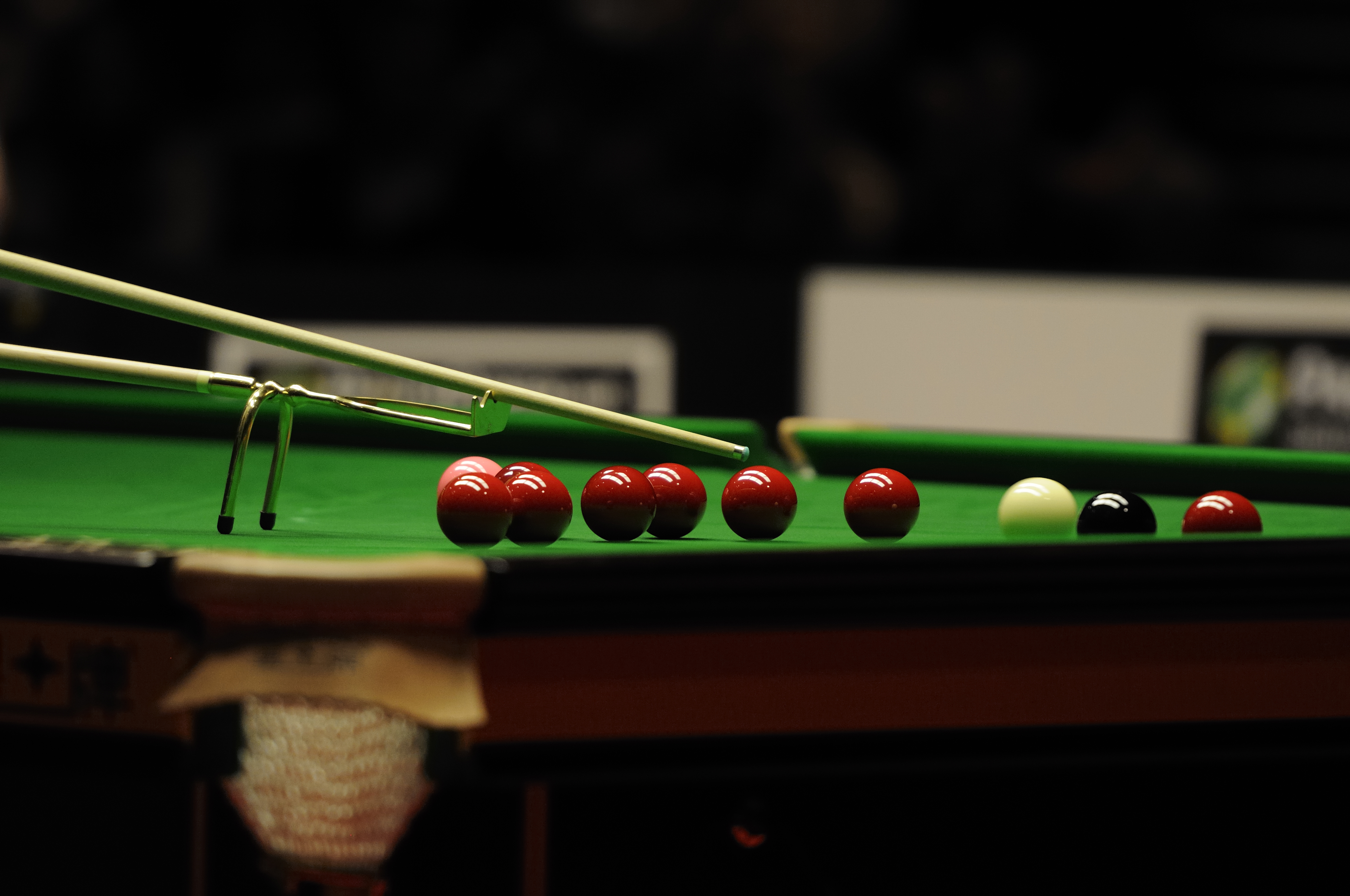
Die „verlängerte Spinne“
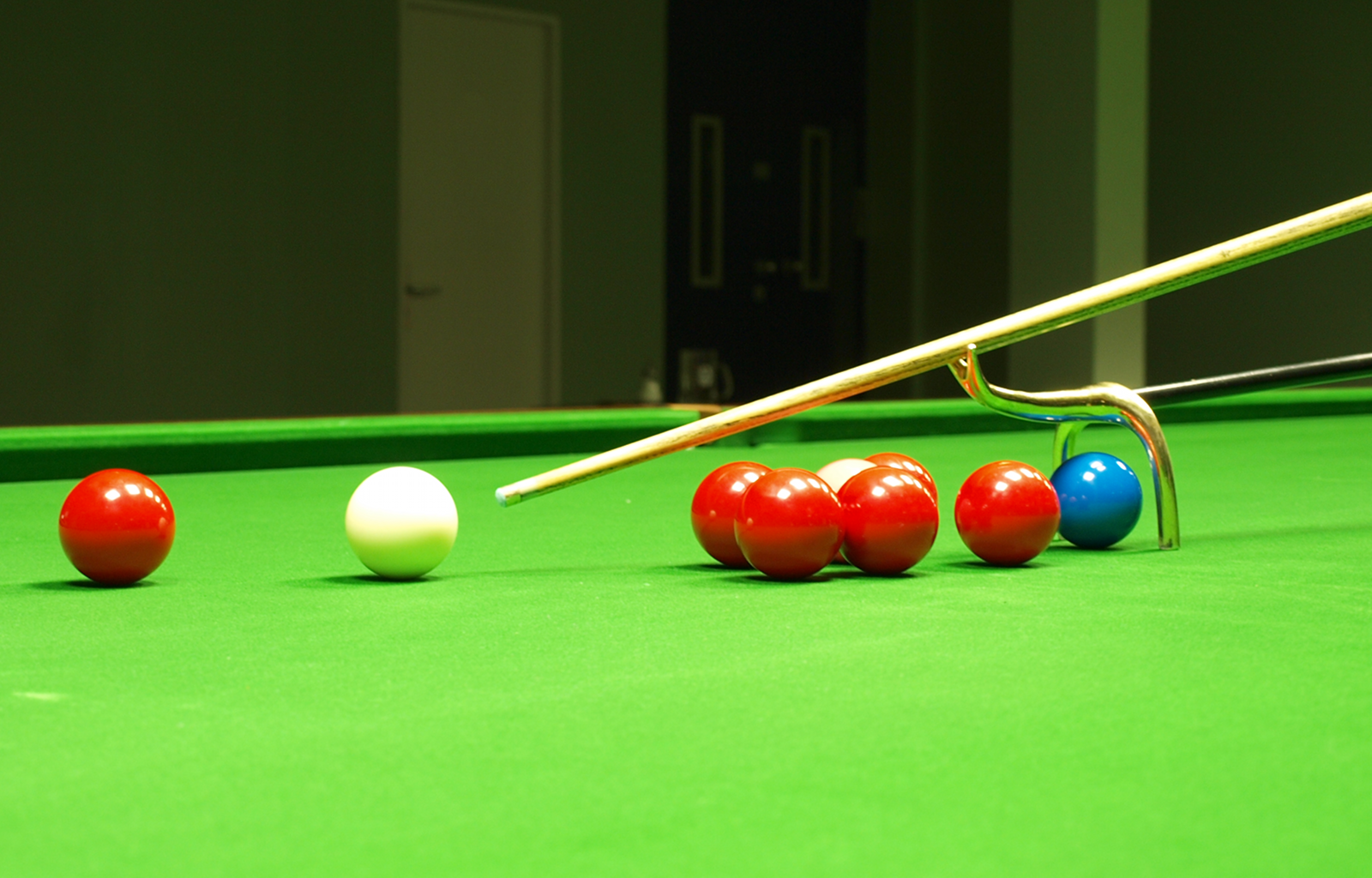
Der „Schwanenhals“

### Bälle

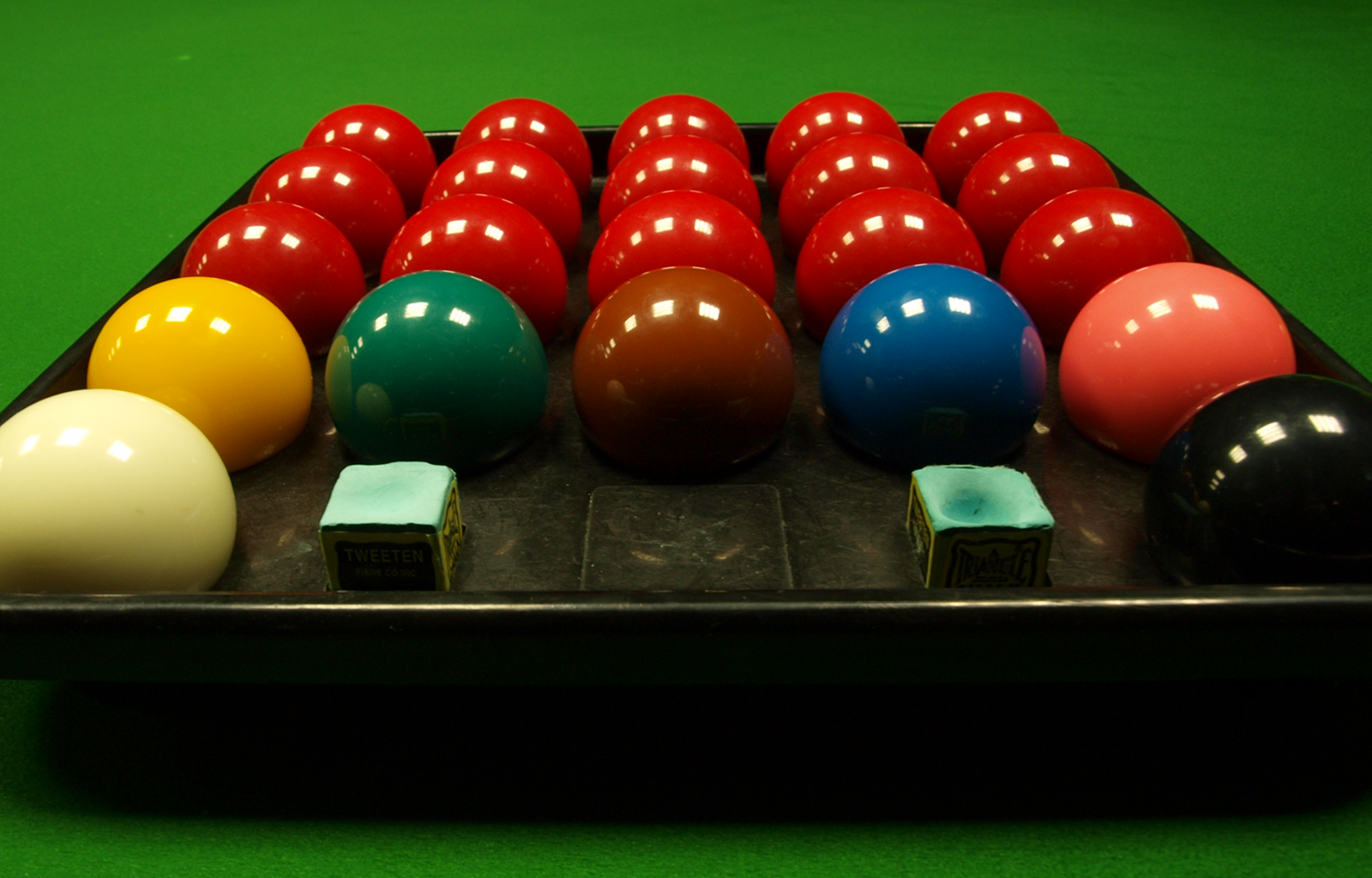
Ein Set von Snookerbällen

Beim Snooker gibt es insgesamt 22 Bälle; neben dem Spielball und den 15 Roten je ein Ball in der Farbe Gelb, Grün, Braun, Blau, Pink und Schwarz. Damit gibt es im Vergleich zum Poolbillard insgesamt mehr Kugeln und vor allem deutlich mehr von einer Farbe (von den Roten). Die Kugeln wurden im Laufe der Zeit aus den unterschiedlichsten Materialien hergestellt: so waren sie ursprünglich aus Stein oder Leder und später aus Metall, Elfenbein oder Knochen. Dies hatte aber den Nachteil, dass die Masse der Kugel nicht gleichmäßig verteilt war und der Schwerpunkt deshalb vom gewünschten Schwerpunkt in der Kugelmitte abweichen konnte. Dadurch konnte es bei langsamen Stößen passieren, dass die Kugel im Lauf zu einer Seite neigte und deshalb der Stoß unberechenbar wurde. Nachdem im 19. Jahrhundert versuchsweise Billardkugeln aus Zelluloid verwendet wurden, werden mittlerweile spezielle Kunststoffe wie Phenolharz eingesetzt. Durch solche Kunststoffe lässt sich die Masse der Kugeln optimal verteilen und die Stabilität der Kugeln verbessern. Der Durchmesser jeder einzelnen Kugel beträgt in etwa 52,5 Millimeter; möglich ist eine Toleranz von ± 0,05 Millimetern. Damit ist der Snookerball deutlich kleiner als eine Billardkugel beim Poolbillard oder beim Karambolagebillard. Zudem ist der Snookerball mit einem Gewicht von 142 Gramm auch leichter als andere Billardkugeln; hier ist eine Toleranz von ± 3 Gramm im gesamten Satz erlaubt. Üblicherweise garantiert der Hersteller bei für das Profisnooker bestimmten Sätzen, dass sich die leichteste und schwerste Kugel nicht mehr als ein Gramm voneinander unterscheiden. Wichtig ist davon abgesehen auch die Sauberkeit der Kugel; je sauberer die Kugel, desto kleiner die Wahrscheinlichkeit für Kicks. Gereinigt wird ein Ball allgemein mit einem Tuch aus Mikrofaser oder fusselfreier Baumwolle, zudem gibt es besondere Reinigungsmittel.

## Spielablauf
| Kugel   | Kugel | Punktzahl   |
| ------- | ----- | ----------- |
| weiß    |       | (Spielball) |
| rot     |       | 1           |
| gelb    |       | 2           |
| grün    |       | 3           |
| braun   |       | 4           |
| blau    |       | 5           |
| pink    |       | 6           |
| schwarz |       | 7           |

Ein Spiel Snooker wird zumeist zwischen zwei einzelnen Spielern ausgetragen, seltener zwischen zwei Teams mit zwei oder vier Personen. Vor Beginn eines Spieles wird entweder per Münzwurf (oder ähnlichem) oder per sogenanntem „Bandenentscheid“ entschieden, welcher Spieler über den Anstoß entscheiden darf. Dieser kann dann wahlweise sich selbst oder den Gegner als Anstoßer bestimmen. Danach wechselt das Anstoßrecht mit jedem Frame. Der anstoßende Spieler hat am Anfang Ball in Hand, darf also den weißen Spielball frei innerhalb des Ds platzieren. Ball in Hand ist ein Fachbegriff im Snookersport. Snooker hat – als Ergänzung zur Billard-Terminologie – eine Reihe eigener Fachbegriffe, die in der Liste der Snooker-Begriffe zusammengestellt sind. Diese Terminologie ist im deutschsprachigen Raum zwar von der deutschen Sprache beeinflusst, wird aber vom britischen Vokabular sowie von französischen Lehnwörtern geprägt. Ebenso gibt es im Snooker ein eigenes Regelwerk, das recht umfangreich ist. Ein Hyperlink auf das offizielle Regelwerk des professionellen Snooker-Weltverbandes, der World Professional Billiards & Snooker Association, befindet sich im Kapitel „Weblinks“.

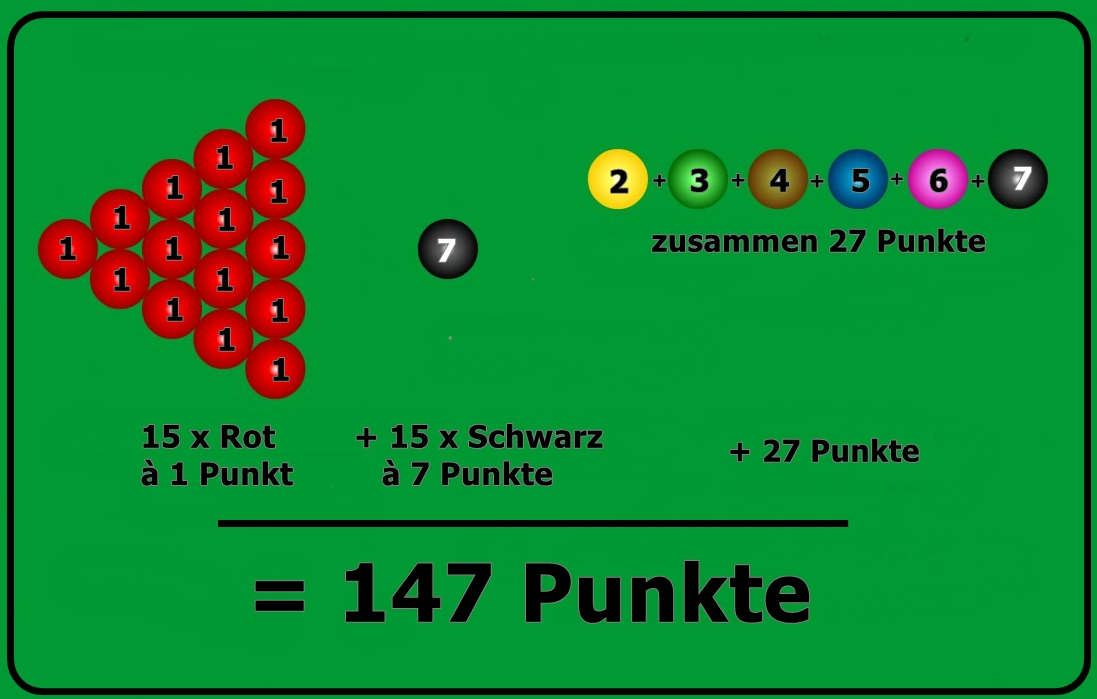
Aufbau eines Maximum Breaks

Ziel beim Snooker ist es, während eines Spiels so viele Punkte zu erreichen, dass der Gegner zwangsweise nicht mehr Punkte erzielen kann. Punkte bekommt man primär durch das Lochen mindestens eines Balles in eine der sechs Taschen des Tisches. Dazu stößt man mit dem Queue den weißen Spielball so, dass der Spielball mindestens eine weitere Kugel berührt und anschließend mindestens eine Kugel im Idealfall in eine der sechs Taschen des Tisches fällt. Gestoßen werden darf nur der Spielball und zwar ausschließlich mit der Queuespitze aufseiten der Pomeranze. Der Stoß erfolgt erst, wenn sich kein Ball mehr bewegt und alle notwendigen Bälle auf dem Tisch liegen. Abgesehen vom Stoßen des Spielballs darf der Spieler die Bälle nicht berühren (eine Ausnahme ist hierbei der Spielball bei Ball in Hand). Jede Aufnahme eines Spielers muss dabei mit dem Lochen einer Roten beginnen, woran sich das Lochen einer vom Spieler ausgesuchten andersfarbigen Kugel anschließt, ehe erneut eine Rote gelocht werden muss usw. Die versenkten roten Kugeln verbleiben dabei in den Taschen, während die versenkten andersfarbigen Kugeln wieder auf ihre Positionen (Spots) gesetzt werden. Sofern ihr eigener Spot durch eine andere Kugel blockiert ist, wird der Ball auf denjenigen freien Spot mit dem höchsten Wert gelegt. Sollten alle Spots blockiert sein, so wird die Kugel möglichst nahe von der Kopfbande aus gesehen an ihren Spot herangelegt.
Das Lochen einer jeden Kugel bringt Punkte, wobei Rote mit einem Punkt am wenigsten und die Schwarze mit sieben Punkten am meisten Punkte bringt (vgl. die Tabelle links oberhalb dieses Textes). Erst wenn kein roter Ball mehr auf dem Tisch liegt und die letzte zu einer Roten gehörende andersfarbige Kugel versenkt wurde, beginnt die letzte Phase des Spiels (Endspiel auf die Farben). In dieser Phase werden die andersfarbigen Kugeln in der Reihenfolge ihrer Punktzahl – beginnend mit dem kleinsten Wert – gelocht und verbleiben im Falle eines Locherfolgs auch in der Tasche. Anders als zum Beispiel im 8-Ball muss der Spieler mitteilen, welche Kugel er als Nächstes spielen will. Fachsprachlich spricht man dann davon, einen Ball zu nominieren. Dieser Ball ist dann Ball on. Bei Farben kann die explizite wörtliche Nominierung entfallen, sofern dem Schiedsrichter klar ersichtlich ist, welche Farbe der Spieler anspielen will. Eine Aufnahme eines Spielers endet dabei, wenn mit einem Stoß keine Kugel versenkt wird oder ihm ein Fehler in Hinsicht auf die Regeln unterläuft. Der Frame endet spätestens mit dem Versenken der Schwarzen im Endspiel auf die Farben, sodass nur noch die Weiße auf dem Tisch liegt. Wer am Frameende am meisten Punkte hat, gewinnt den Frame. Im Falle eines Punktegleichstandes kommt es zu einer sogenannten Re-spotted black, bei der die Schwarze zur Entscheidung nochmals auf den Tisch gelegt wird und der Spielball vom D aus auf die Schwarze gespielt wird; der nächste Punktgewinn entscheidet dann den Frame. Daneben kann ein Spieler einen Frame auch aufgeben, sofern er bereits Snooker benötigt (siehe unten). Sollte es während des Frames zu einer Spielsituation kommen, in der das Spiel zum Stocken kommt, kann es zu einem sogenannten Re-Rack kommen, bei dem der Frame nochmals von vorne angefangen wird, wobei in diesem Fall die bislang erspielten Punkte des Frames zurückgesetzt werden. Ein gesamtes Spiel (engl.: match) besteht fast immer aus mehreren Frames; Profiturniere werden dabei meist in einem Best-of-Modus gespielt. Ein zu-Null-Sieg wird dabei whitewash genannt.
Die Serie von hintereinander erfolgreich und regelkonform gelochten Bällen beziehungsweise deren summierte Punktzahl nennt man „Break“. Somit ist im Idealfall eine Maximalpunktzahl von 147 Punkten möglich (Maximum Break, im Rahmen einer sehr seltenen Ausnahme sind theoretisch bis zu 155 Punkte möglich). Ein Break von hundert oder mehr Punkten wird zudem als Century Break bezeichnet. Sofern der Spieler es schafft, mit einem Break alle auf dem Tisch verbliebenen Kugeln zu lochen, bezeichnet man dies als Clearance. In jedem Stoß muss der Spielball mindestens eine Rote oder gegebenenfalls eine Farbe berühren, wobei die erste berührte Kugel eine solche Kugel sein muss, die der Spieler gerade spielen darf (Ball on). Bei einem Lochversuch können auch mehrere Rote in eine Tasche fallen. Sofern eine andersfarbige Kugel ebenfalls fällt oder bei einem Lochversuch auf einen andersfarbigen Ball zwei Bälle fallen, ist dies allerdings ein Foul. Der einzige Ball, der nie fallen darf, ist der Spielball. Fällt ein Ball regelkonform unbeabsichtigt oder zufällig, bezeichnet man diesen als Fluke.
Die Fouls, also Regelverstöße, werden ebenfalls mit Punkten belohnt, allerdings für den Gegner. Pro Foul gibt es vier bis sieben Foulpunkte. Mehr als vier Strafpunkte werden aber nur bei der Beteiligung von Kugeln gegeben, die den entsprechenden Punktewert haben. Fouls werden mitunter gegenseitig provoziert. So kann kurz vor dem Ende des Frames ein Spieler, der mit den auf dem Tisch liegenden Bällen die Führung seines Gegners nicht mehr aufholen kann, durch Foulpunkte wieder aufholen. Umgangssprachlich wird dieser Sachverhalt als der Spieler braucht/benötigt Snooker bezeichnet. Grundsätzlich ist es möglich, mehrere Fouls hintereinander zu erzwingen. Einzige Ausnahme ist hierbei, wenn auf dem Tisch nur noch der Spielball und die Schwarze liegen; in diesem Fall endet der Frame entweder nach dem erfolgreichen Lochen der Schwarzen oder nach dem nächsten Foul. Dies gilt auch im Falle einer Re-spotted black. Alle Bälle müssen auf dem Tisch oder in den Taschen bleiben. Wenn ein Ball vom Tisch fällt, ist dies auch ein Foul. Ebenfalls verboten sind Jump Shots (vgl. Grafik unten) und Durchstöße. Durchstöße sind falsch ausgeführte Stöße, bei denen die Queuespitze mehr als einmal den Spielball berührt. Hierbei existiert ein Unterschied zum Begriff Double Kiss, der den legalen doppelten Kontakt von Spiel- und Objektball bezeichnet. Sofern der Schiedsrichter der Meinung ist, dass der Foulverursacher nicht sein Bestes gegeben hat oder der Schiedsrichter eine einfachere Lösung sieht, kann er zusätzlich ein Miss geben, abgesehen von Ausnahmen aber nur, wenn der Spieler dadurch nicht Snooker benötigt oder es bereits benötigt. Diese Regel zielt auf die Vermeidung taktischer Fouls ab. Im Anschluss an ein Foul entscheidet der Gegnerspieler des Verursachers darüber, wer das Spiel fortsetzt, was heißt, dass sowohl er weiterspielen kann als auch den Foulverursacher dazu zwingen kann. Im Falle eines Miss hat der Gegenspieler zudem die Möglichkeit, den Stoß wiederholen zu lassen. Ein Miss wirkt sich nicht zusätzlich auf die Foulpunkte aus. Sofern der Gegenspieler nach einem Foul auf den als Nächstes zu spielenden Ball gesnookert ist, bekommt der Gegenspieler zusätzlich auch einen Freeball, bei dem man einen Ersatzball nominieren kann und diesen dann spielen darf. Sofern der Schiedsrichter ein Foul übersieht, ist der Spieler dazu angehalten, dieses dem Schiedsrichter zu melden. Diese Regel trägt wie auch die Kleidungsvorschriften im Profisnooker und die von den Spielern verlangte Contenance zum Image des „Gentlemen’s Sport“ bei. Auch die Schiedsrichter müssen während des Spieles im Sinne der Contenance handeln. So sollen sie ihre Aufgaben möglichst unauffällig ausführen, also zum Beispiel während des Stoßes möglichst außerhalb des Blickfeldes des stoßenden Spielers stehen.

## Technik

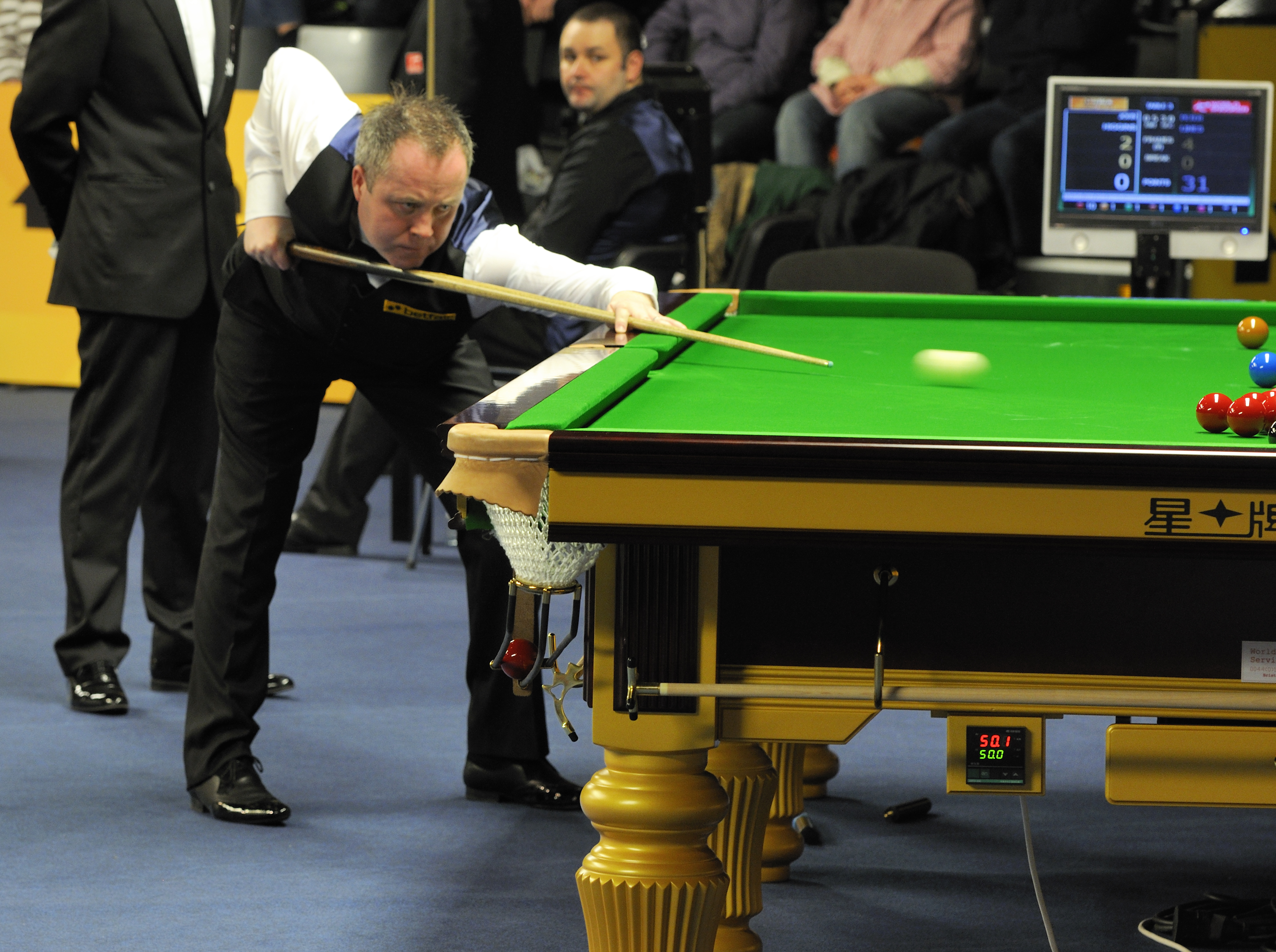
John Higgins in der Stoßhaltung: links die Stoßhand, rechts die Führhand (von der Kamera aus gesehen)

Die verschiedenen Stoßarten (Seitenansicht):
1. normaler Stoß
2. Nachläufer
3. Rückläufer
4. Jump shot (Trickshot)
5. Kopfstoß / Masséstoß

Die Körperhaltung bei einem Stoß ist darauf ausgelegt, dem Körper Stabilität zu geben. Es gibt mit den beiden Beinen und der Führhand drei Gewichtsschwerpunkte, wobei die Führhand die Hand jenes leicht gebeugten Armes ist, mit dem nicht gestoßen wird. Letzteres übernimmt der andere Arm, der sogenannte Stoßarm. Dessen Oberarm ist im Idealfall rechtwinklig zum Unterarm angeordnet, verläuft oberhalb des Queues parallel zu ihm und hat Platz für den Stoß beziehungsweise zum Schwingen, während das Bein derselben Körperseite senkrecht und durchgedrückt auf dem Boden steht. Beim Stoß ist der Oberkörper nach vorne gebeugt, wobei der Kopf sich oberhalb des Queues befindet und idealerweise das Kinn auf dem Queue liegt. Annähernd über dem Queue befindet sich dabei das Führungsauge, mit dem der zu treffende Objektball anvisiert wird. Die Stoßhand umgreift dabei als Verlängerung des Unterarmes das obere Ende des etwa waagerecht gehaltenen Queues; je stärker oder länger der Stoß, desto weiter hinten. Die Führhand stabilisiert, wobei man je nach Situation und Handhaltung zwischen verschiedenen Arten unterscheidet, die sich grundsätzlich in den „offenen Bock“ mit den ausgestreckten Fingern am Tisch und den „geschlossenen Bock“ mit dem Handballen am Tisch unterteilen lassen. Zudem gibt es den „Bock über eine Kugel“, bei dem man durch eine nach oben gebeugte Handwurzel den Queue über eine Kugel hinweg führen kann, der auch „Übergriff“ genannt wird, sowie eine Form des Bockes speziell für die Bande.

Die verschiedenen Möglichkeiten beim Effet (englisch)

Elementar wichtig ist eine hohe Konzentration während des Spiels, insbesondere bei der Planung des Breaks und vor allem beim jeweiligen Stoß. Insbesondere im professionellen Snooker ist die Konzentration beziehungsweise die mentale Stärke spielentscheidend. Der Stoß selbst beginnt mit einem Schwingen des Unterarms, an das sich das Zurückziehen des Queues bis zur Führ- bzw. Bockhand anschließt. Der Abstoß erfolgt anschließend durch eine beschleunigte, nach vorne gerichtete Bewegung des Unterarms mitsamt dem Queue. Je nachdem, wie weit der Queue geführt wird und mit welchen Tempo, unterscheidet man zwischen kurzen, langsamen und langen, schnellen Abstößen. Je länger ein Abstoß, desto länger der Stoß; lange Stöße dienen zudem der Ausführung von Nach- und Rückläufern, kurze Stöße dagegen der Ausführung von Stoppbällen. Diese drei Stoßarten, bei denen der Spielball nach dem Kontakt mit dem Objektball dieser Kugel „nachläuft“, wieder „zurückläuft“ oder im Anschluss an den Kontakt „stoppt“, dienen auch der Kontrolle des Spielballs und damit dem Positionsspiel. Für alle drei Bälle variiert man den Kontaktpunkt zwischen Queue und Spielball, was heißt, dass der Queue nicht mehr im Zentrum des Spielballs trifft, sondern im Falle eines Stoppballs leicht unterhalb, im Falle eines Nachläufers oberhalb und im Falle eines Rückläufers (im Übrigen auch Zugball genannt) weiter unterhalb als beim Stoppball. Weitere Stoßarten sind der Kopfstoß und der Masséstoß, wie sie vor allem im Karambolagebillard genutzt werden. Sie sind aber recht risikoreich und können durchaus auch zu einer Beschädigung des Tisches führen. Theoretisch sind auch sogenannte Trickshots möglich, praktisch sind sie aber im professionellen Snooker verboten. Darüber hinaus wird zum Stellungsspiel auch der Effet genutzt; hierbei wird der Spielball im Gegensatz zum Stoppball, Nach- und Rückläufer nicht (nur) vertikal versetzt getroffen, sondern (auch) horizontal vom Zentrum des Spielballs versetzt. Dadurch rotiert der Spielball im Endeffekt selbst und driftet somit mehr zu der vom Spielball getroffenen Seite ab. Außerdem kann durch die Variation der Stoßgeschwindigkeit die Ablageposition des Spielballs beeinflusst werden.
Ein weiterer Begriff rund um die Ausführung des Stoßes ist der sogenannte Kick, mit dem ein unsauberer, vorwiegend durch Verschmutzungen am Ball ausgelöster Kontakt zwischen Spielball und Objektball gemeint wird. Ein solcher Kick wirkt sich meistens kontraproduktiv auf den Weg des Objektballs und des Spielballs aus und wird deshalb gemieden. Bei einem Lochversuch trifft im Idealfall der gestoßene Spielball den Objektball, also den zu lochenden Ball, an einem Punkt, von dem man durch den Objektball hindurch eine gerade Linie zu einer Tasche ziehen kann. Diese Linie stellt gleichzeitig den Weg der Kugel dar. Je näher ein Objektball vor der Tasche liegt, desto einfacher ist dabei das Lochen, da es nun einen Spielraum in der Genauigkeit gibt; bei Abweichungen vom Idealfall fällt der Objektball gegebenenfalls also eher, je näher er an der Tasche dran ist. Ein Sonderfall bilden dabei Kombinationsstöße, bei denen ein erfolgreiches Lochen durch eine Kombination aus zwei Objektbällen versucht wird. Dabei stößt der Spielball einen der beiden Objektbälle so an, dass er den anderen Objektball so berührt, dass dieser in eine Tasche fällt. Um am Anfang des Frames den Pulk der Roten zu öffnen und sich somit mehr Möglichkeiten eröffnen, ist auch der sogenannte Split wichtiger Bestandteil der Technik. Beim Split wird primär eine Farbe, meist Schwarz oder Blau, gelocht, danach läuft der Spielball aber noch in den Pulk der Roten und öffnet diesen damit. Sofern ein Objektball nahe einer Bande liegt, ist er allgemein nur mit einem Stoß „über (eine) Bande“ zu lochen, wobei hier der Spielball den Objektball gegen die Bande spielt und dieser dann im Idealfall so abgestoßen wird, dass er in eine Tasche auf der gegenüberliegenden Seite läuft.

## Taktik
Nebst den technischen Eigenheiten wird Snooker insbesondere von taktischen Aspekten geprägt. In seinen Anfängen verfügte Snooker nur über sehr wenige taktische Komponenten, da die Spieler lochten, was lochbar war, und dann versuchten, den Ball sicher abzulegen. Bereits mit Joe Davis entwickelte sich aber das Breakbuilding. Taktisch kommt es dabei vor allem auf das Stellungsspiel an. Der Spielball wird dabei im Idealfall so platziert, dass das Lochen des nächsten Balles möglichst einfach ist. Taktisch klug ist es dabei, den Spielball stets mit einem gewissen Winkel zum Objektball zu platzieren, um beim Stoßen mehr Möglichkeiten zum Ablegen des Spielballes zu haben, sodass die Fortführung des Breaks vereinfacht wird. Taktisch unklug ist dagegen das gleichzeitige Lochen mehrerer Kugeln. Sofern beide Kugeln gemäß der Regeln gerade spielbar sind, wäre dies zwar regelkonform. Allerdings entgehen dem Spieler so die Punkte eines andersfarbigen Objektballes, der hätte gelocht werden können, wenn beide Roten einzeln gelocht worden wären.
Daneben gibt es auch einzelne Spielsituationen, in denen taktische Vorteile eine Rolle spielen. So ist der Touching Ball für Spieler interessant. Bei diesem bleibt der Spielball so liegen, dass er einen als Nächstes regelkonform spielbaren Ball berührt. Falls dies eintritt, muss der Spielball nur noch weggespielt werden, ohne zwingend eine andere Kugel berühren zu müssen. Hieraus kann ein Spieler taktische Vorteile erringen, beispielsweise durch das Einleiten eines Snookers (siehe unten). Auch bereits beim Anstoß spielt die Taktik eine Rolle: Beim Eröffnungsstoß wird zumeist eine der beiden letzten Roten an einer der beiden hinteren Ecken am unteren Ende des Pulks, gesehen von der Kopfbande, anvisiert. Je nach Ecke kombiniert mit einem Links- oder Rechtseffet des Spielballs und einer passenden Stoßgeschwindigkeit, kann so der Spielball sicher im Bereich hinter dem D abgelegt werden. Dies kann dem Gegenspieler das Beginnen eines Breaks erschweren. In diesem Falle bleibt als sogenannter Einsteiger meist nur die sogenannte lange Rote. Bei diesem Stoß wird versucht, eine eventuell aus dem Pulk herausgelöste Rote zu lochen. Das ist aber taktisch riskant, denn sollte der Lochversuch scheitern, ist es wahrscheinlich, dass dem Gegner ein guter Einsteiger liegen bleibt.

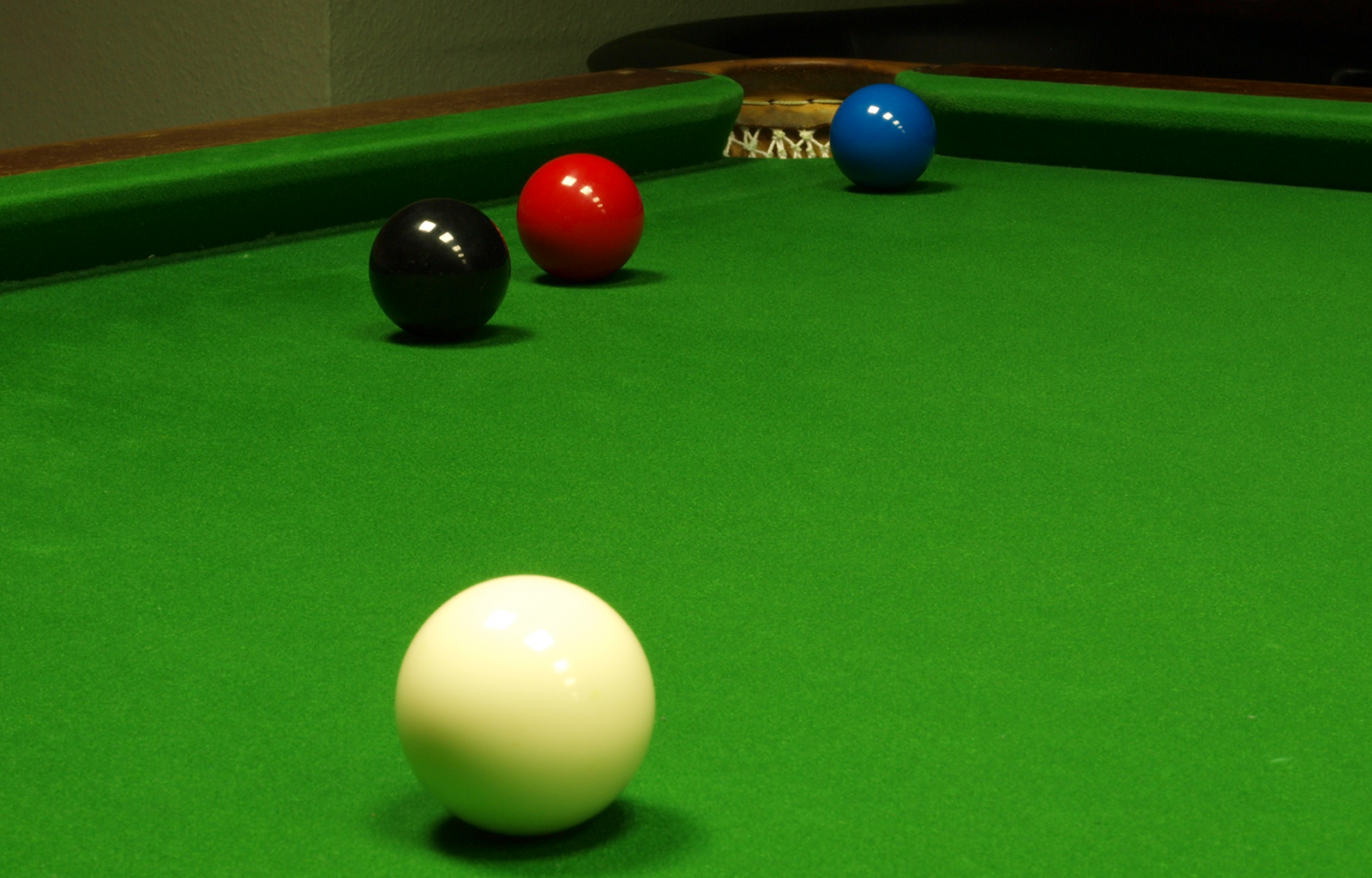
Ein Snooker: Rot kann nicht im vollen Umfang angespielt werden; die Schwarze verhindert dies an der linken Seite

Grundsätzlich unterscheidet man daneben zwischen defensiveren und aggressiveren Spielern. So gibt es Spieler, die beispielsweise in Hinsicht auf einen Split jede Möglichkeit zu nutzen versuchen, die also offensiv versuchen, das Spiel zu gewinnen (bspw. Jimmy White). Es gibt aber auch solche Spieler, die zum Beispiel anstelle eines Splits lieber eine sogenannte Safety spielen. Damit kommt zwar der Gegner an den Tisch, bei korrekter Ausführung bleibt diesem aber nur eine geringe Chance auf das erfolgreiche Lochen eines Einsteigers. Als Safety bezeichnet man dabei Stöße, die keinen Lochversuch darstellen, sondern darauf bedacht sind, den Spielball und/oder die Objektbälle so abzulegen, dass dem Gegner der Einstieg in ein Break erschwert wird. Dabei schwingt die Hoffnung mit, dass sich im Anschluss an den Stoß des Gegners eine bessere Chance auftut. Daneben dienen Safetys auch dazu, Fouls zu provozieren und so zu Punkten zu kommen. Eine Variante einer Safety ist der Snooker. Dafür wird der Spielball so abgelegt, dass der Gegner die nächste zu spielende Kugel nicht auf direktem Wege erreichen kann. Dies gelingt dadurch, dass der direkte Weg zwischen Spielball und Objektball durch einen anderen, nicht spielbaren Ball verdeckt wird. Ziel ist es, dass der zu spielende Objektball nur über Bande anspielbar ist, was den Stoß erschwert. Tendenziell erhöhen Snooker dabei die Chancen auf ein Foul des Gegners. Eine weitere defensive Taktik ist der sogenannte Shot to Nothing, bei dem zwar ein Lochversuch unternommen wird, der Spielball aber wie bei einer Safety abgelegt wird.

## Varianten
Mitte des 20. Jahrhunderts entwickelte Altmeister Joe Davis mit dem Snooker Plus eine der ersten Varianten des Snookers. Hierzu fügte er zum normalen Bild auf dem Snookertisch zwei weitere Bälle hinzu. Diese Erweiterung und mit ihr Davis’ Variante konnten sich nie durchsetzen. 2010 und 2011 gab es auf der Main Tour jeweils ein Turnier in der Variante Power Snooker, die mithilfe verschiedener Regelungen wie einem Zeitlimit und einem Bonuspunkte bringenden Power Ball das Spiel unterhaltsamer und schnelllebiger machen sollte, sich aber ebenfalls nicht durchsetzen konnte. Ungefähr ab derselben Zeit erfuhr die Variante Six-Red-Snooker größere Aufmerksamkeit, die sich unter anderem mit der 6-Red World Championship auch im Profisnooker etabliert hat. Gespielt wird sie mit sechs statt fünfzehn Roten, wobei die normalen Snookerregeln größtenteils ihre Gültigkeit behalten und lediglich einige Ergänzungen sowie Veränderungen vor allem in Sachen der Regeln bezüglich Foul und Miss vorgenommen wurden. Auch für das professionelle Snooker Shoot-Out gibt es ein Sonder-Regularium, wobei die Veränderungen hier primär auf zeitliche Aspekte abzielen und keine Veränderungen am Aufbau des Spiels umfassen. Historisch etabliert war das sogenannte Volunteer Snooker, bei dem man nach dem Lochen einer Roten und einer Farbe je nach Belieben weitere Farben lochen konnte. Ging einer dieser Lochversuche aber schief, wurde das als Foul gewertet. Im Jahr 1995 versuchte ein Team aus Unternehmern wie Barry Hearn, Profispieler Steve Davis und dem Fernsehsender ITV sich daran, eine weitere Variante zu schaffen, woraus mit dem sogenannten Tenball eine Mischung aus dem normalen Snooker und der Poolbillard-Variante 9-Ball resultierte. Nach einem im Fernsehen ausgestrahlten Turnier geriet die Variante aber in Vergessenheit.
Darüber hinaus gibt es noch weitere Varianten, die allerdings fast alle nur eine sehr begrenzte geographische Verbreitung beziehungsweise eine geringe Bekanntheit haben oder hatten. So gibt es in Brasilien eine Variante namens Sinuca brasileira, die mit nur einer Roten und abweichenden Regeln insbesondere in Hinsicht auf die Stöße gespielt wird. Der Brasilianer Igor Figueiredo begann dagegen das Snookerspielen mit der Variante Ten-Red-Snooker, die statt fünfzehn nur zehn Rote umfasst. Ebenfalls mit nur zehn Roten funktioniert das auf Poolbillardtischen gespielte Snookerpool, von dem es mit Snookerpool Rapide auch eine Variante mit einer zusätzlichen Stoßzeitbeschränkung gibt. In den Vereinigten Staaten gibt es außerdem eine American Snooker genannte Variante, die mittlerweile deutlich weniger bekannt ist als einst. Als vereinfachte Form des normalen Snookers angesehen, wird American Snooker mit schwereren Bällen und massiveren Taschen auf einem kleineren Tisch gespielt.

Snooker Plus
Power Snooker
Six-Red-Snooker
Sinuca brasileira

## Organisation
Die World Snooker Tour (ehemals Snooker Main Tour) ist die professionelle Tour im Snooker. Die Tour ist prinzipiell für alle Personen offen, allerdings ist eine sportliche Qualifikation notwendig. Dazu gibt es Qualifikationsturniere für die Main Tour, darunter zum Beispiel die Q School. Spieler, die diese sportliche Qualifikation haben, bekommen eine zweijährige Startberechtigung für die Tour. Einzig und allein sicher sind abseits dieser Zweijahresregel die Top 64 der Snookerweltrangliste. Diese Weltrangliste wird auf Basis des erspielten Preisgeldes eines jeden Spielers innerhalb der letzten zwei Jahre errechnet. Durch Sponsorenverträge und insbesondere über die Turnierpreisgelder verdienen diese Profispieler gut. Die wichtigsten Profiturniere sind dabei die sogenannten Weltranglistenturniere, deren Ergebnisse Einfluss auf die Weltrangliste haben. Mit am bedeutendsten sind dabei die Snookerweltmeisterschaft und die UK Championship. Die Snookerweltmeisterschaft wird jährlich 17 Tage lang im Crucible Theatre in Sheffield ausgetragen und ist der zumeist abschließende Saisonhöhepunkt. Ebenfalls zu den wichtigsten Turnieren zählt das Masters, das als Einladungsturnier keinen Einfluss auf die Weltrangliste hat. Das Teilnehmerfeld des Masters besteht nur aus den besten sechzehn Spielern der Weltrangliste. Diese drei Turniere werden zusammengefasst als Triple Crown bezeichnet.
Mit der World Seniors Tour gibt es auch eine Tour extra für Senioren-Spieler. Des Weiteren gibt es mit der World Women’s Snooker Tour auch eine eigene Tour für Frauen. Diese konnten sich in der Vergangenheit nicht auf der eigentlichen Profitour etablieren, auch wenn es einzelne Profispielerinnen wie Reanne Evans durchaus gab. Zur Saison 2021/22 erhielten erstmals die besten beiden Spielerinnen der Frauen-Tour auch Startplätze für die World Snooker Tour. Neben Reanne Evans wurde dadurch Ng On Yee Profispielerin.

Logo der World Professional Billiards & Snooker Association

Der Weltverband für den generellen Billardsport ist die sogenannte World Confederation of Billiard Sports. Der für den professionellen Snookersport zuständige Verband ist die World Professional Billiards & Snooker Association (WPBSA). Die Finanzierung des Verbandes läuft über die professionellen Spieler, die 2,5 % ihres gewonnenen Preisgelds an den Verband abgeben müssen. Die professionellen Spieler sind Einzelmitglieder des Verbandes. Die WPBSA kann zudem auch bei Verstößen gegen die Regularien (die Fouls während eines Spieles ausgenommen) Strafen bis hin zu Sperren verhängen, was allerdings selten passiert. Der Weltverband beziehungsweise seine kommerzielle Tochterorganisation World Snooker Tour (ehemals World Snooker) ist außerdem für die Auswahl der Schiedsrichter zuständig, wobei mit Jan Verhaas und Brendan Moore lediglich zwei Schiedsrichter fest beim Weltverband angestellt sind (Stand 2020). Alle anderen Schiedsrichter arbeiten hauptberuflich anderweitig und werden nach dem Erhalt entsprechender Lizenzen vom Weltverband als Schiedsrichter in Betracht gezogen und für bestimmte Turniere angefragt. Zudem kümmert sich der Weltverband um die Organisation der Turniere. Die Durchführung wird in der Regel je zwei der insgesamt vier angestellten Turnierdirektoren anvertraut. Für den Amateursektor ist primär die International Billiards & Snooker Federation (IBSF) zuständig, die mehrere Turniere wie die Amateurweltmeisterschaft austrägt. Mitglieder des Verbandes sind zunächst die Kontinentalverbände für Afrika, Asien, Europa, Ozeanien und des amerikanischen Doppelkontinentes sowie die einzelnen nationalen Verbände. 2017 gründete die WPBSA als weitere Amateurorganisation insbesondere für die Qualifikationsmöglichkeiten für die Main Tour die World Snooker Federation, die ebenfalls eine Mitgliedschaft für kontinentale und nationale Verbände anbietet.

## Geschichte

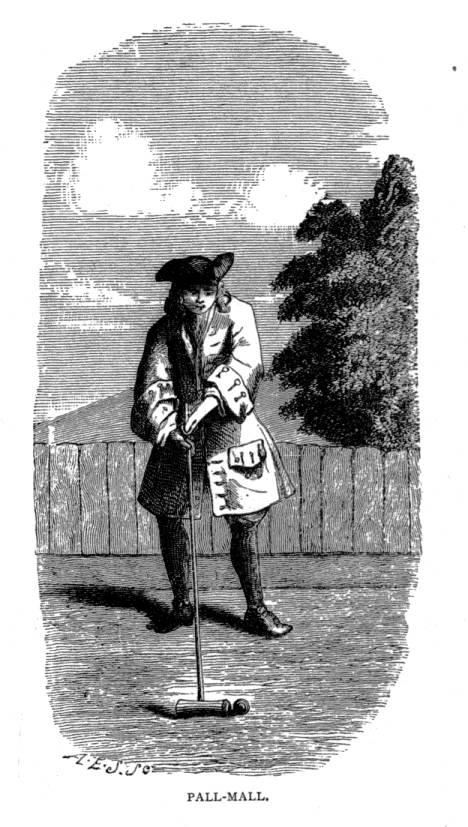
Ein Paille-Maille-Spieler

Das Billardspiel an sich hat seine Ursprünge wahrscheinlich in dem Spiel Paille-Maille, das seit dem 13. Jahrhundert in Frankreich, Italien und England gespielt wurde und als Rasenspiel mit zwei Kugeln und einem Schläger gespielt wurde. Ziel des Spiels war es, mit dem Schläger eine der beiden Kugeln zu treffen, diese durch ein Eisentor zu befördern und dann die zweite Kugel zu treffen, die wiederum einen Holzkegel umwerfen sollte. Aus dem Paille-Maille haben sich andere Sportarten wie Krocket, Golf und auch Billard entwickelt. Wichtig waren dabei ein trockener und ebener Untergrund. Vermutlich begann durch diesen Umstand die Entwicklung des Billards, indem zum Beispiel ein Paille-Maille-Spiel wegen schlechter Witterungsbedingungen auf einen Tisch im Inneren eines Gebäudes verlegt werden musste. Wo genau jedenfalls das Billardspiel seinen Ursprung nahm, ist unklar. Am wahrscheinlichsten gelten aber England oder Frankreich. So hat auch der Begriff „Billard“ teils einen französischen Ursprung, da sich der Begriff aus dem lateinischen billa und dem französischen bille – jeweils mit der Bedeutung „Kugel“ bzw. „Ball“ – heraus entwickelte. Ähnlich ist es beim Queue. Zunächst wurden trotz der kleineren Spielfläche die Grundprinzipien des Paillie-Maillie erhalten. Im Laufe der Zeit wurden aber die Regeln und das Spielmaterial des neuen Sportes auf die neuen Umstände angepasst und verfeinert. Bei diesem Entwicklungsschritt spielte Frankreich eine wichtige Rolle.
Zu diesen Änderungen gehörte die Einführung der Banden an den Seiten des Tisches, um ein Herunterfallen der Kugeln zu verhindern. Gleichzeitig erfreuten sich neben den Kegeln und Toren nun auch Löcher und andere Hindernisse großer Beliebtheit. Diese Löcher gab es nicht nur an den vier Ecken, sondern zum Beispiel auch in der Mitte des Tisches. Nach und nach kristallisierte sich aber das heutige Billardspiel heraus. Ab dem 15. Jahrhundert erfreute sich dieses in den europäischen Königshäusern großer Beliebtheit. 1610 wurden in Frankreich erstmals auch Billardtische in der Öffentlichkeit aufgestellt, allerdings fand dies in sogenannten Ballhäusern statt, die nur für die Oberschicht zugänglich waren. Trotz anderer Begrenzungen durch den Staat verbreitete sich im 18. Jahrhundert das Billardspiel in ganz Europa. Nachdem 1775 erstmals das Karambolagebillard namentlich erwähnt wurde, wurden nach der Französischen Revolution 1789 die Beschränkungen sukzessive aufgehoben. Zudem wurden im Laufe der Jahre die Spielmaterialien weiter- und unterschiedliche Billardvarianten entwickelt. So waren im 19. Jahrhundert vor allem das mit drei Bällen gespielte English Billiards, aber auch andere Poolbillardvarianten sehr beliebt.

### Erfindung und frühe Entwicklung

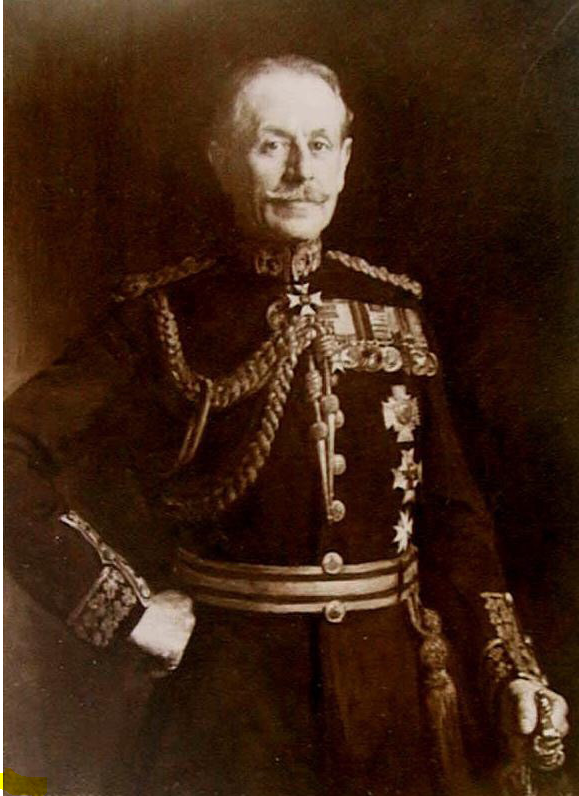
Neville Francis Fitzgerald Chamberlain (1856–1944)

Eine solche Variante war das mit fünfzehn Roten und einer Schwarzen gespielte Black Pool, aus der im Jahr 1875 gemäß der heute weitestgehend anerkannten Version der zu dieser Zeit in Jabalpur stationierte britische Oberleutnant Neville Francis Fitzgerald Chamberlain durch das Hinzufügen weiterer farbiger Bälle das heutige Snooker entwickelte. Clive Everton sieht bei der Erfindung zusätzlich auch Einflüsse anderer damals populärer Billardvarianten wie Life Pool und Pyramids mitschwingen. Chamberlain erfand ferner auch den Namen des neuen Spieles. Wenngleich es unterschiedliche Versionen über den genauen Hergang gibt, so ist der Name „Snooker“ vermutlich der identischen Bezeichnung für neue Kadetten an der Royal Military Academy Woolwich entlehnt. Die Erfindung des Snookers reklamierte Chamberlain erst am 19. März 1938 in einem Artikel in der Zeitung The Field für sich. Ein Jahr später wurde dieser Anspruch vom populären Autoren Compton Mackenzie unterstützt. Insbesondere vor 1938 kursierten auch andere Theorien über die Erfindung. Wenngleich es auch in Chamberlains Geschichte einige kleine Unstimmigkeiten gibt, so sind Alternativgeschichten nicht mal ansatzweise nachweisbar.
Chamberlains Regiment wurde anschließend in eine Hill Station in Ootacamund versetzt, in deren Club erstmals Snookerregeln aufgeschrieben und ausgehängt wurden. 1885 machte ein englischer English-Billiards-Spieler – heute häufig als John Roberts Jr. identifiziert – über den Maharadscha von Cooch Behar Bekanntschaft mit Chamberlain und dem Snookerspiel. Da Roberts das Spiel gefiel, führte er es nach seiner Rückkehr in Großbritannien ein, indem er entsprechende Spiel-Sets verkaufte. Wegen seiner Geselligkeit erfreute sich das Spiel unter der britischen Bevölkerung schnell einer recht großen Beliebtheit. Spielerisch gesehen wurde durch diese zunehmende Popularität die Qualität des Spieles immer besser. So wurden in den 1910er-Jahren erste, selbst für moderne Verhältnisse hohe Breaks gespielt. Ab 1916 wurde die erste Meisterschaft im Snooker ausgetragen, aus der später die English Amateur Championship wurde. Grund für den schnellen Anstieg der Popularität war auch, dass die Menschen durch die zunehmende Industrialisierung mehr Zeit für Freizeitaktivitäten hatten. 1919 wurden die bis zu diesem Zeitpunkt uneinheitlichen Snookerregeln durch den Billiards Association and Control Council erstmals zusammengefasst, wobei dabei unter anderem die Re-spotted black eingeführt wurde.

### Ära Davis, kurzzeitiger Niedergang und Professionalisierung

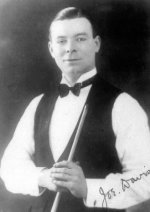
Joe Davis (1901–1978), circa 1920

Zwischen Ende 1926 und 1927 fand erstmals eine Snookerweltmeisterschaft statt, welche von Joe Davis gewonnen wurde. Davis wurde nach und nach zum ersten großen Snookerspieler. Der Snookersport selbst definierte sich in dieser Zeit als „big business“, da die wenigen Spitzenspieler jener Zeit schon damals vergleichsweise viel Geld verdienten. In den folgenden Jahren wurde erstmals eine sogenannte Total Clearance sowie später auch erstmals ein Maximum Break gespielt. Währenddessen dominierte Davis bis hinein in die 1940er-Jahre die Snookerweltmeisterschaft mit 15 Titelgewinnen, bevor er sich 1946 ungeschlagen vom Turnier zurückzog. Dadurch wurde die Legitimität der Snookerweltmeisterschaft untergraben, wodurch gleichzeitig das Interesse am Snooker zurückging. Zugleich hatte der Sport nach dem Zweiten Weltkrieg Probleme, an die alten Zeiten mit der großen Popularität anzuknüpfen. Ebenso gab es weniger Sponsoren, da diese nach dem Krieg erst einmal weniger spendabel waren. In den folgenden beiden Jahrzehnten wurde die Snookerweltmeisterschaft unter unterschiedlichen Namen und in verschiedenen Formaten teils auch mit Unterbrechungen ausgetragen und dabei vor allem von Joes Bruder Fred Davis und John Pulman dominiert. 1950 übertrug die BBC erstmals Aufnahmen der damaligen Weltmeisterschaft, bevor Joe Davis 1956 mit dem Buch How I Play Snooker eine Art Lehrbuch fürs Snookerspiel herausbrachte. 1963 wurde erstmals eine Amateurweltmeisterschaft ausgetragen.

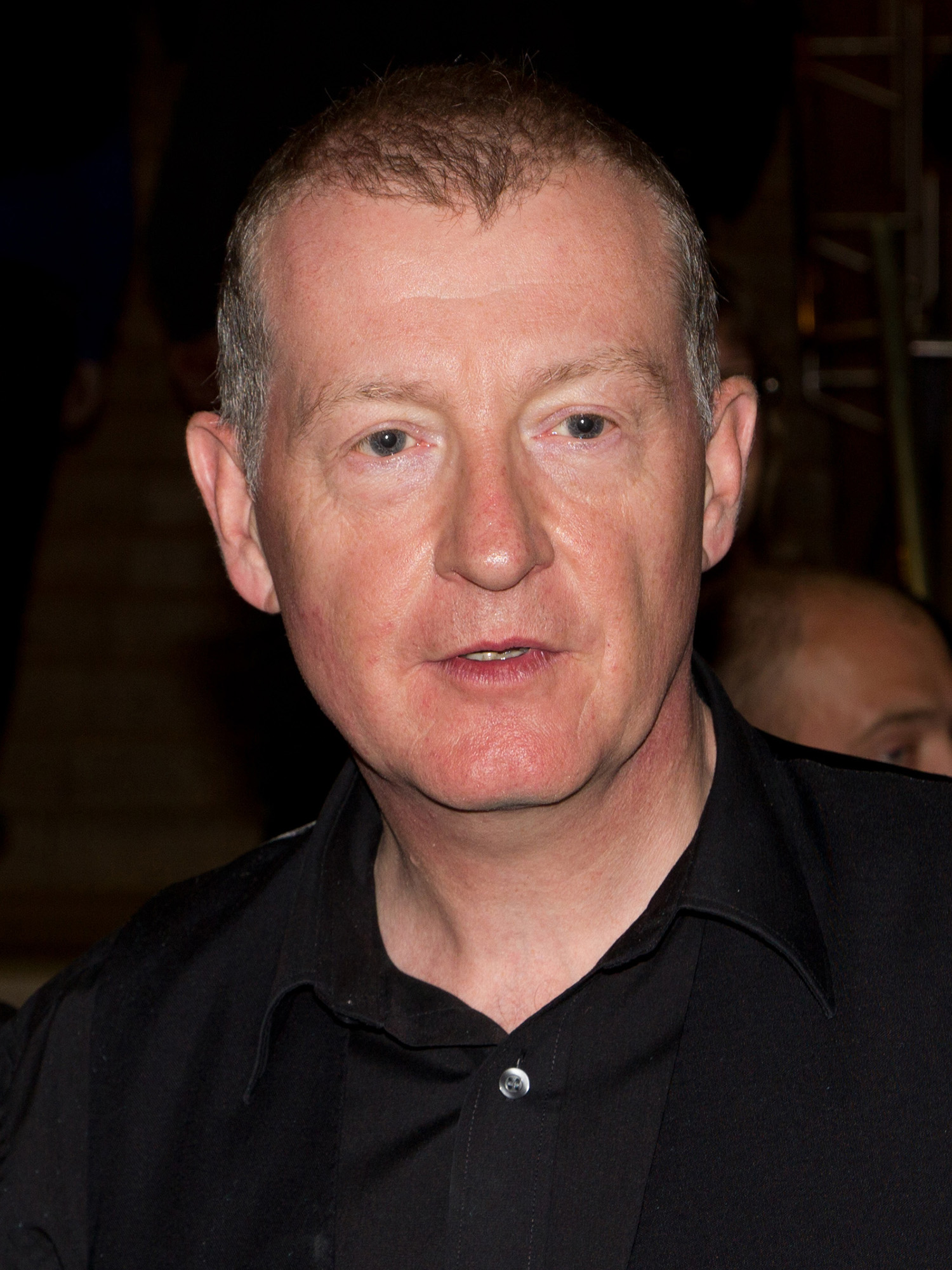
Steve Davis, dominierender Spieler der 1980er-Jahre

Im Jahr 1968 wurde schließlich mit der World Professional Billiards & Snooker Association (WPBSA) ein Snooker-Dachverband gegründet. Bereits im nächsten Jahr kehrte die Snookerweltmeisterschaft im K.-o.-System wieder zurück. In diesem Jahr gewann John Spencer das Turnier, welches in den folgenden 1970er-Jahren insbesondere aber vom Waliser Ray Reardon und neben Spencer auch vom Publikumsliebling Alex Higgins dominiert wurde. Auch im Jahr 1969 wurde dadurch, dass sich Snooker in den Augen des Programmchefs von BBC2, David Attenborough, perfekt für die Darstellung der Möglichkeiten des neuen Farbfernsehens eignete, erstmals das Turnier Pot Black ausgetragen und im Fernsehen im Serienformat gezeigt. Dadurch erlangten die beteiligten Spieler große Bekanntheit und konnten ihre Einnahmen aufbessern. Neben den ersten Sponsoren verstärkte in den folgenden Jahren die BBC die Übertragung vom Snookersport, beispielsweise beim Masters, während erstmals eine Snookerweltrangliste aufgestellt wurde und nach dem WM-Titel von Terry Griffiths im Jahre 1979 in dessen erster Profisaison und generell durch die gewachsene Popularität die Zahl der Profispieler verstärkt anstieg. Rückblickend wird die Aufnahme ins BBC-Programm deshalb als ein „Durchbruch“ für den Snookersport angesehen.
Nachdem im Jahr 1980 mit dem Kanadier Cliff Thorburn erstmals ein Spieler aus Übersee Weltmeister geworden war, wurden die 1980er-Jahre spielerisch von Steve Davis mit dem ersten offiziell anerkannten Maximum Break beim Classic 1982 sowie mit insgesamt sechs Weltmeistertiteln geprägt. Unternehmerisch wurde das Jahrzehnt durch Davis’ Manager Barry Hearn und dessen Unternehmen Matchroom Sport bestimmt, die zahlreiche Spieler unter Vertrag nahmen und weltweit eigens ausgetragene Snookerturniere veranstalteten. In diesen Jahren erlebte der Snookersport einen immensen Aufschwung. Neben der BBC begannen auch andere Sender wie Granada Television mit der Übertragung von Snookerturnieren, während gleichzeitig neue Rekorde an Einschaltquoten aufgestellt wurden. Somit wurde Snooker im Laufe der Zeit zu einem erfolgreich vermarkteten Sport.

### Globalisierung des Sportes und Hearn-Reformen

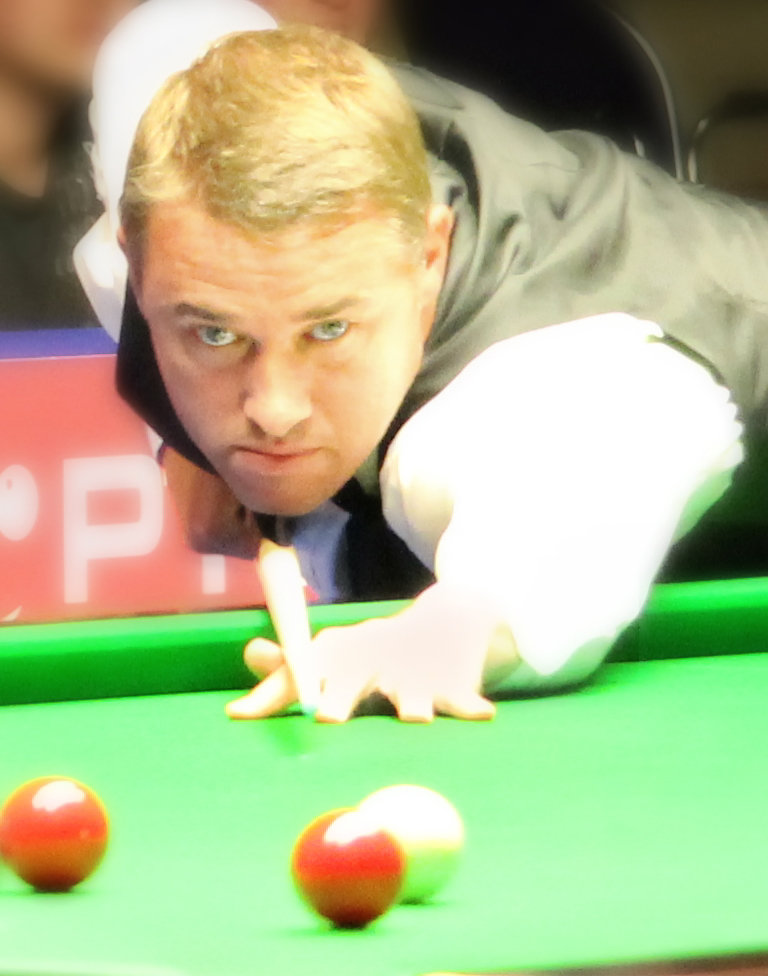
Stephen Hendry prägte die 1990er-Jahre

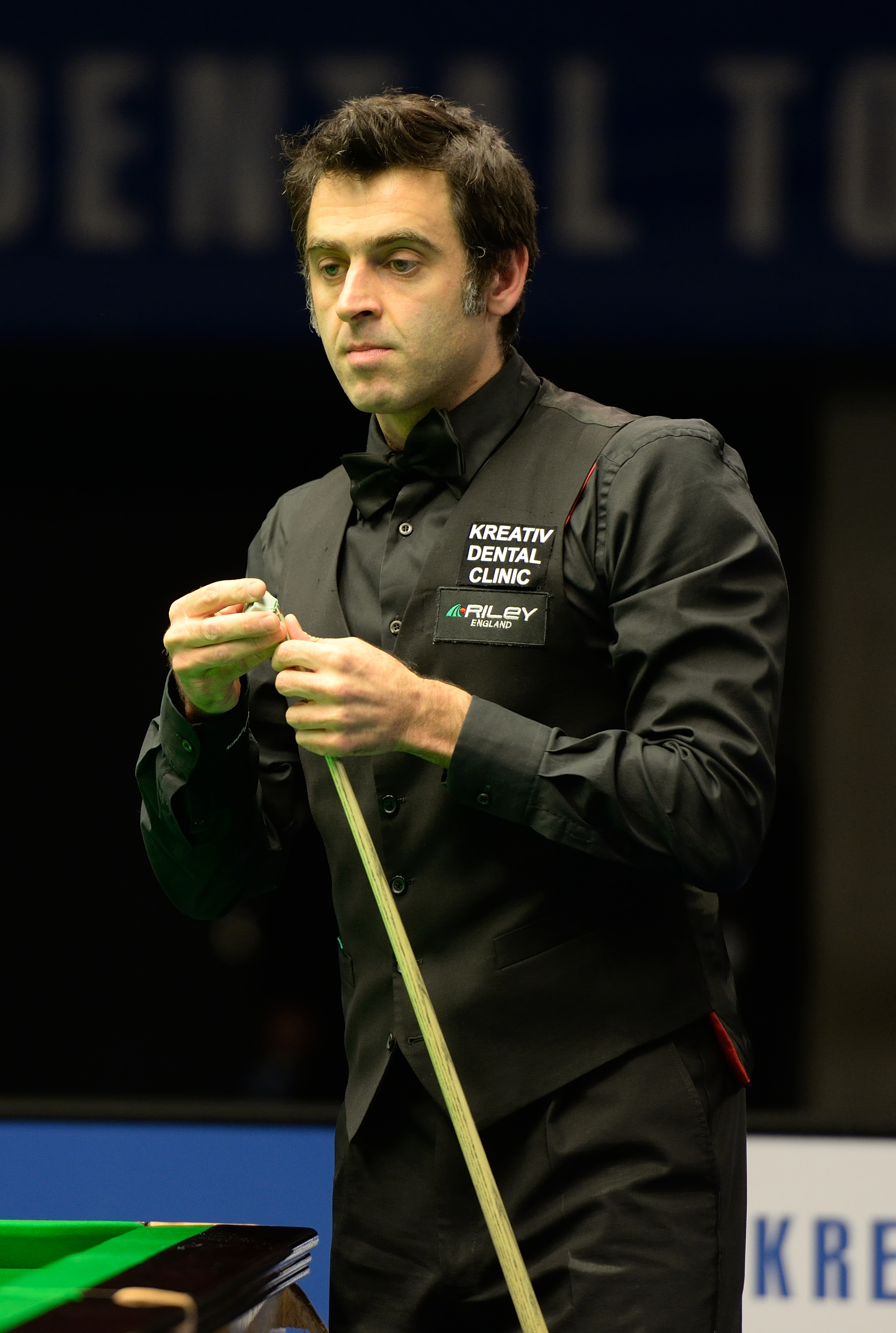
Ronnie O’Sullivan gilt als einer der besten Spieler

Während Davis bis zum Ende der 1980er-Jahre unschlagbar schien, löste ihn in der Rolle als dominierender Spieler zum Start ins neue Jahrzehnt der Schotte Stephen Hendry ab. Dieser konnte zwischen 1990 und 1999 insgesamt sieben Weltmeisterschaften gewinnen und stellte zahlreiche teilweise bis heute bestehende Rekorde auf. Zudem veränderte Hendry die bis dahin vorherrschende defensivere Spielweise im Snooker hin zu einer wesentlich offensiveren Spielart. Hendrys Dominanz der 1990er Jahre ist vor allem seiner Einführung des heute als Standard geltenden langen roten Einsteigers zu verdanken. Weitere Grundlagen für seine Dominanz waren die häufige Nutzung der Mitteltaschen als Lochmöglichkeit und das Lochen aus spitzeren Winkeln. Während des gleichen Zeitraums fand das Publikum mit Jimmy White neben Alex Higgins einen weiteren Liebling, als ersterer zwischen 1984 und 1994 in sechs WM-Endspielen stand und jedes Mal – meistens Stephen Hendry – unterlag. Zwischenzeitlich wurde zur Saison 1991/92 die Profitour seitens der WPBSA für alle Spieler geöffnet, die ein Startgeld zu bezahlen bereit waren, wodurch die Profizahlen auf über siebenhundert Spieler anstiegen. Ein Jahr nach der Öffnung kam eine später auch als goldene Generation bezeichnete Gruppe dreier Spieler auf die Tour, bestehend aus dem Engländer Ronnie O’Sullivan, dem Schotten John Higgins und dem Waliser Mark Williams. Alle drei Spieler wurden im Laufe der nächsten Jahre zu führenden Spielern mit jeweils mehreren Weltmeisterschaftstiteln. Das Trio prägte insbesondere die 2000er-Jahre. O’Sullivan gilt dabei meist als führender Spieler des Jahrzehnts, doch seine wechselhafte Form und die starke Konkurrenz durch Williams, Higgins und andere Spieler ließen keine Dominanz à la Davis oder Hendry entstehen. Am 5. Februar 1998 wurde die World Confederation of Billiard Sports als Billard-Weltverband offiziell vom Internationalen Olympischen Komitee anerkannt und ist seitdem Mitglied der Association of IOC Recognised International Sports Federations. Darüber hinaus ist der Weltverband seit demselben Jahr auch Mitglied im Internationalen Verband für Weltspiele. Deshalb ist Snooker seit der Ausgabe 2001 Bestandteil der World Games. Zwischen 1998 und 2010 war Snooker zudem auch Bestandteil der Asienspiele. Laut entsprechender Ankündigungen soll die Sportart zur Ausgabe 2030 in deren Programm zurückkehren.

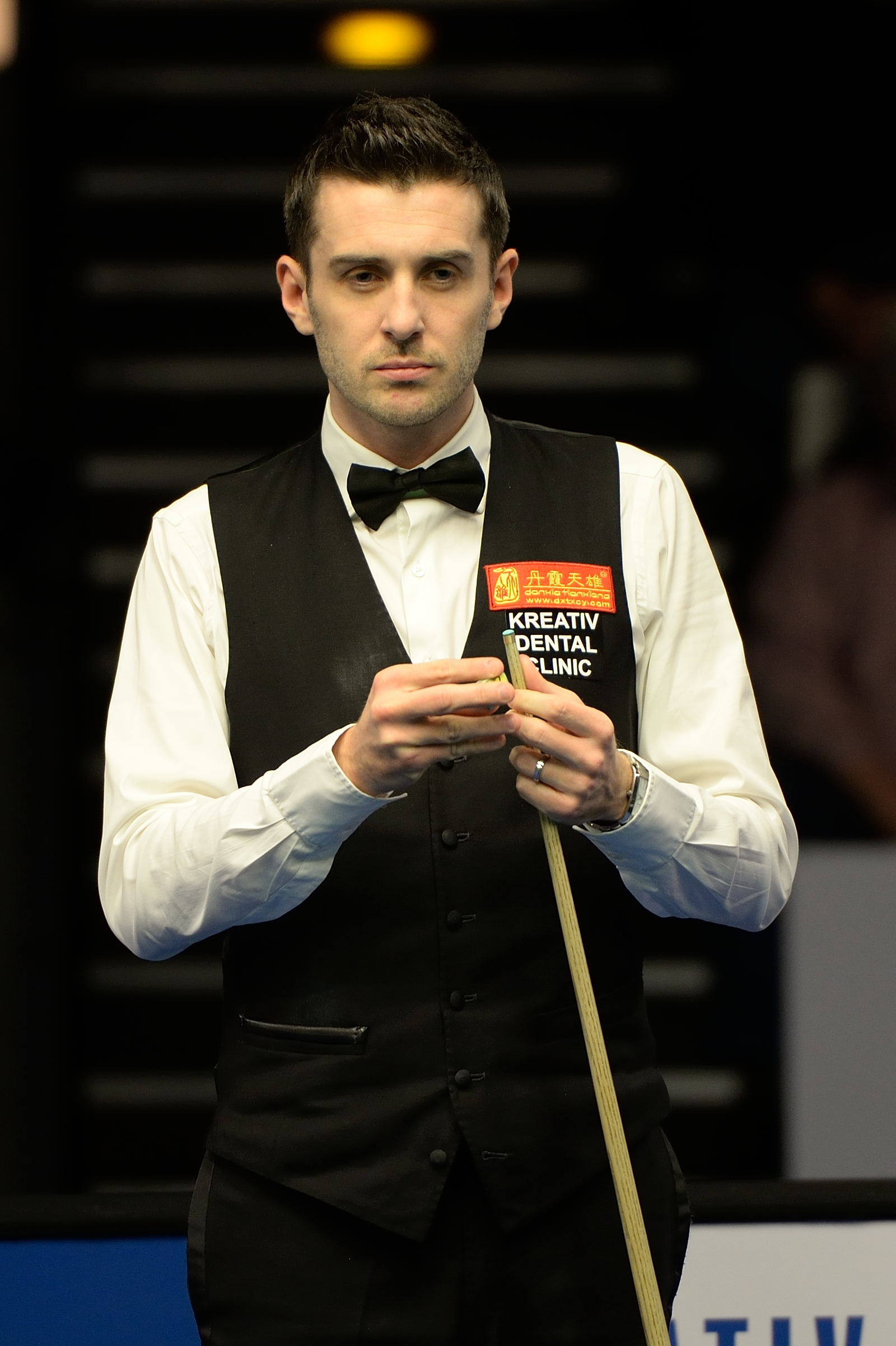
Mark Selby dominierte die 2010er-Jahre

In den ersten Jahren des neuen Jahrtausends entwickelte sich der Snookersport zu einem Sport mit weltweitem Ausmaß. Durch den Aufstieg des Chinesen Ding Junhui in die Weltspitze verstärkte sich die Aufmerksamkeit in Asien. Global bewirkte die Aufnahme ins Eurosport-Programm das gleiche. Allerdings verlor Snooker durch das Verbot von Werbung für Tabakunternehmen in Großbritannien eine seiner wichtigsten Einnahmequellen. Gleichzeitig traf der Vorstand der WPBSA einige Fehleinschätzungen. Alles in allem begann der Snookersport zu schrumpfen. Zeitweise stand sogar eine zur Snooker Main Tour konkurrierende Profiserie im Raum. Bedingt durch die gesunkenen Einnahmen der Spieler wuchs der Unmut, sodass der damalige WPBSA-Vorsitzende Sir Rodney Walker bei einem Misstrauensvotum abgewählt und kurze Zeit später durch Barry Hearn ersetzt wurde. Hearn etablierte beispielsweise mit der Players Tour Championship und einer rapide gestiegenen Zahl von Ranglistenturnieren weltweit zahlreiche Turniere und ermöglichte durch gestiegene Preisgelder den Spielern steigende Einnahmen. Die einzelnen Profiturniere fanden anschließend verstärkt in weiteren Ländern statt (siehe auch unten). In diesem Punkt war die COVID-19-Pandemie eine Zäsur, denn während ebenjener wurden die Turniere wieder verstärkt in England ausgetragen. Spielerisch gesehen wurden die 2010er neben dem weiterhin starken Trio O’Sullivan / Higgins / Williams durch aufstrebende Spieler wie Ding Junhui und insbesondere Mark Selby geprägt. Selby kam mit seiner Reihe von Weltmeistertiteln und der langjährigen Weltranglistenführung einer Dominanz wie bei Davis und Hendry noch am nächsten.
Zu Barry Hearns Reformen gehörte auch die Einführung einer neuen Snookerweltrangliste. Die Weltrangliste wurde erstmals Mitte der 1970er-Jahre aufgestellt. Zunächst berechnete sie sich nur aus den Ergebnissen der Snookerweltmeisterschaft, später auch aus denen anderer Turniere, denen zuvor der Status eines Weltranglistenturnieres verliehen worden war. Für diese Turniere bildete die Weltrangliste auch die Grundlage der Setzliste. Berechnungsgrundlage der damals nur am Saisonende aktualisierten Weltrangliste waren sogenannte „Weltranglistenpunkte“, die man parallel zum Preisgeld bei jedem Weltranglistenturnier erhielt. Die genaue Anzahl der Punkte schwankte von Zeit zu Zeit, am meisten brachten aber stets die Snookerweltmeisterschaft und die UK Championship. Nach zwei Spielzeiten wurden alte Punkte jeweils gelöscht. Unter Barry Hearns Federführung wurde das System der Weltrangliste in den 2010ern in zwei Schritten grundlegend reformiert. Mit diesen Reformen trat das gewonnene Preisgeld der letzten zwei Jahre anstelle der Weltranglistenpunkte. Zusätzlich wird die Weltrangliste nun nach jedem Turnier aktualisiert. In regelmäßigen Abständen wird die jeweils aktuelle Rangliste als Setzliste für die anstehenden Weltranglistenturniere herangezogen, es gibt also auch eine regelmäßiger aktualisierte Setzliste. Daneben wird die Weltrangliste auch für den Erhalt der Profi-Spielberechtigung der meisten Spieler herangezogen, denn die Top 64 sind jeweils für die nächste Saison direkt qualifiziert. Darüber hinaus ist die Weltrangliste stets auch ein Indiz für die besten Spieler der jeweiligen Zeit. So dominierten in den meisten Jahrzehnten auch die jeweils prägenden Spieler die Auflistung und führten diese an: Ray Reardon in den 1970ern, Steve Davis in den 1980ern, Stephen Hendry in den 1990ern und das Trio Mark Williams, John Higgins und Ronnie O’Sullivan in den 2000ern. Neben diesen drei Spielern stießen in den 2010ern weitere Spieler wie Neil Robertson, Mark Selby, Judd Trump und Ding Junhui zur Spitze der Weltrangliste dazu, die Selby über Jahre anführte.

## Popularität und Verbreitung
Snooker ist heutzutage ein globaler Sport mit einer weltweit verstreuten Anhängerschaft. Rolf Kalb gibt in seinem Buch aus dem Jahre 2018 an, dass Snooker „von über 120 Millionen Menschen weltweit gespielt und von 500 Millionen Zuschauern im Fernsehen verfolgt wird.“ Während geschichtlich das Vereinigte Königreich omnipräsent ist, spielt seit den 2000er-Jahren auch die Volksrepublik China eine immer wichtigere Rolle im Snooker. Dies spiegelt sich auch bei den Main-Tour-Turnieren wider. Lange Zeit konzentrierten sich diese vor allem auf das Vereinigte Königreich, auch wenn vereinzelt Turniere im englischsprachigen Ausland veranstaltet wurden. Dies intensivierte sich erst ab Mitte der 1980er-Jahre, als verstärkt Turniere außerhalb der britischen Inseln ausgetragen wurden. So führt Kalb im selben Buch als Beispiel die Saison 2018/19 an, in der nur neun von 20 Turnieren mit Ranglisteneinfluss im Vereinigten Königreich, aber allein fünf in der Volksrepublik China stattfanden.
Weitere Profiturniere fanden beispielsweise in Indien (Indian Open) oder Belgien (European Open) statt. Obgleich Snooker in Indien eine recht große Anhängerschaft hat, dominiert dort das English Billiards die Billardszene. In Belgien bekam der Sport seit den 2010ern durch die Erfolge Luca Brecels verstärkt Aufmerksamkeit. Geschichtlich gesehen spielt auch die Empfangbarkeit der BBC und deren Snooker-Übertragungen eine Rolle, wodurch sowohl in Belgien als auch in den Niederlanden Anhängergemeinschaften entstanden. Weltweit gesehen spielen neben Europa und Asien vor allem Kanada und Südafrika eine kleine Ausnahme. Beide waren in der zweiten Hälfte des 20. Jahrhunderts wichtige Snooker-Nationen, haben aber seitdem kaum mehr gute Spieler hervorgebracht.
In vielen Ländern ist Snooker aber eine Randsportart, so auch im D-A-CH-Raum. Außerdem ist Snooker zum Beispiel in den Vereinigten Staaten kaum bekannt. Auch in Australien ist es eine Randsportart, auch wenn es einige sehr gute Spieler wie Neil Robertson und Eddie Charlton gibt beziehungsweise gegeben hat. Davon abgesehen erwiesen sich manche Länder als Austragungsorte von Profi-Snookerturnieren als nicht sinnvoll, Beispiele dafür sind Brasilien (Brazil Masters) oder Bahrain (Bahrain Championship).

### Vereinigtes Königreich

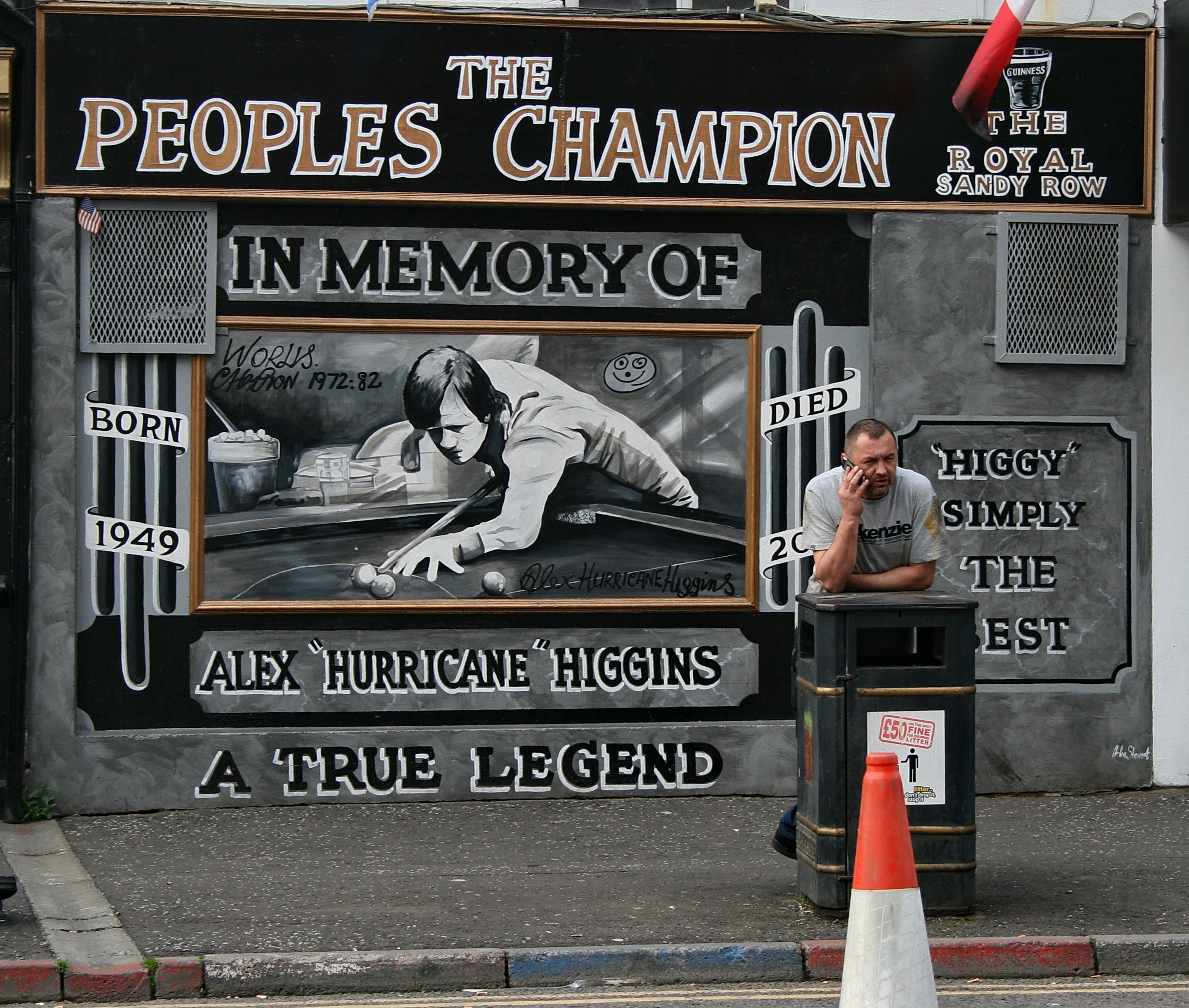
Alex Higgins war einer der Publikumslieblinge im Vereinigten Königreich (Graffiti in Belfast, 2011)

Das Vereinigte Königreich ist das Kernland des Snookers und dort eine Art Volkssport. Snooker war schon in der ersten Hälfte des 20. Jahrhunderts sehr beliebt, auch wenn es in der Nachkriegszeit aus verschiedenen Gründen Schwankungen gab. Seit der Erstausstrahlung des Pot Blacks 1969 erfuhr Snooker deutlich mehr mediale Berichterstattung und entwickelte sich zu einer der populärsten Sportarten der Briten. Über die Jahrzehnte blieben die Zuschauerzahlen von Snookerspielen dabei auf einem hohen Niveau. Höhepunkt war das Finale der Snookerweltmeisterschaft 1985, das von 18,5 Millionen Briten gesehen wurde.
Erst in den 2000er-Jahren gingen die Beliebtheitswerte auch im Vereinigten Königreich zurück. Als Gründe dafür gelten das Fehlen von Publikumslieblingen in der Weltspitze, wirtschaftliche Probleme und Schließungen von Snookerhallen sowie die verstärkte Verdrängung des Snookers durch den Fußball. Dadurch erlahmte das öffentliche Interesse und damit auch die Fernsehberichterstattung. Hinzu kamen noch die Probleme des professionellen Snookers. Der englische Journalist Barney Ronay ging 2010 davon aus, dass Snooker binnen der nächsten Jahre wieder ein Amateursport sein würde. Im Zuge der Hearn-Reformen steigen auch im Vereinigten Königreich die Beliebtheitszahlen wieder. Auch kommerziell ist das Vereinigte Königreich im Snooker führend, insbesondere hinsichtlich der Preisgelder und der Dotierung von Werbeverträgen.

### Asien
Asien rückte spätestens Mitte der 1980er in den Fokus der Snookerwelt, als Barry Hearns Unternehmen Matchroom Sport begann, eigene Profiturniere in asiatischen Ländern wie Malaysia, Hongkong oder der Volksrepublik China auszurichten. Meist traten dabei Spieler der Weltspitze gegen einige lokale Amateure an. Nur wenig später wurde mit dem Thailänder James Wattana ein vielversprechendes asiatisches Talent Profispieler. Wattana stieg binnen weniger Jahre in die Weltspitze auf und stand regelmäßig bei wichtigen Turnieren in den letzten Runden, darunter mehrfach auch bei asiatischen bzw. thailändischen Turnieren. Die thailändische Öffentlichkeit interessierte sich durch Wattanas Erfolge alsbald sehr für den Snookersport. So strahlte zum Beispiel das thailändische Fernsehen eigens ausgetragene Turniere aus. Neben Thailand weckten Wattanas Erfolge auch in anderen asiatischen Ländern das Interesse am Snooker.

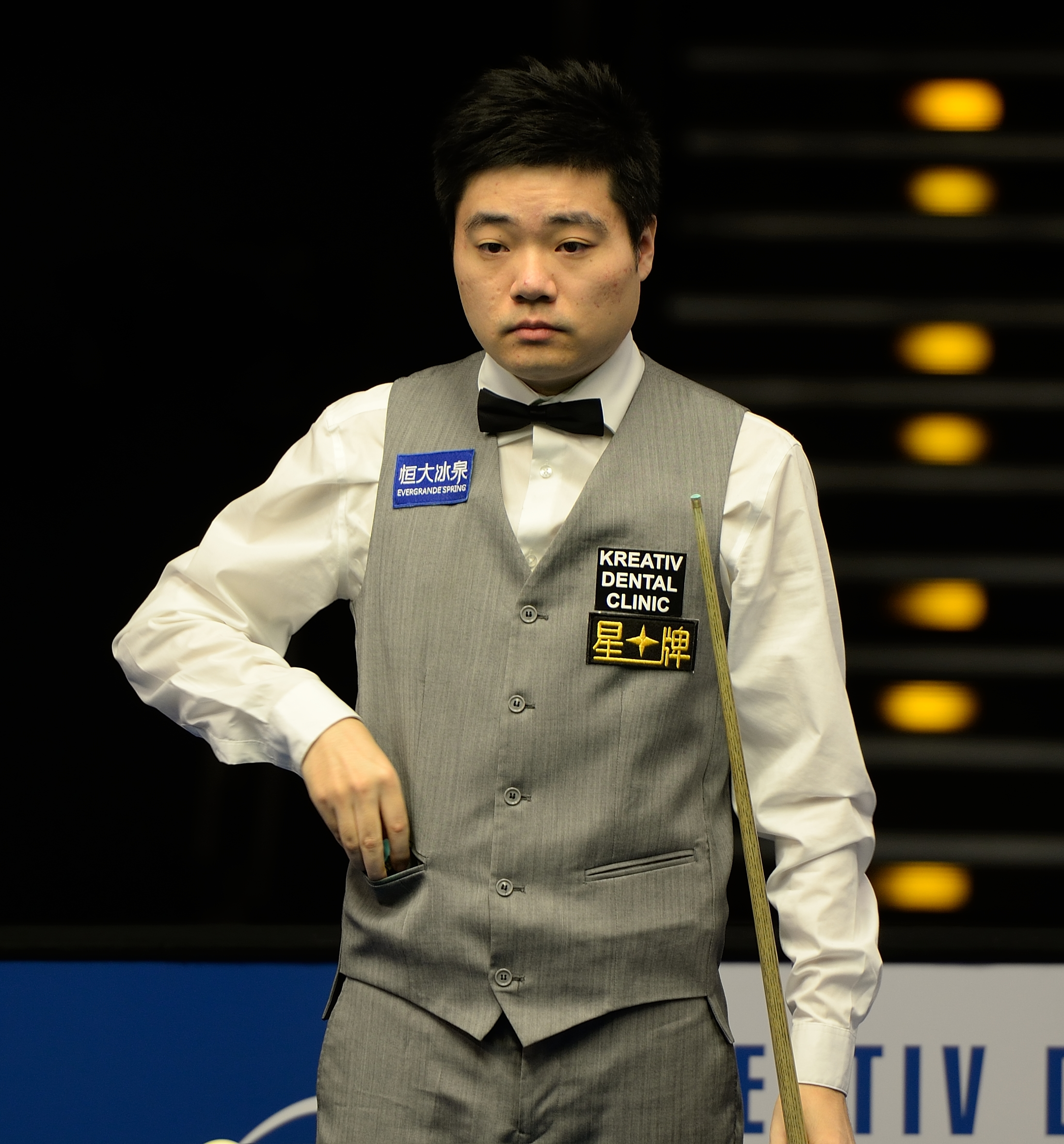
Ding Junhui löste in China einen Snooker-Boom aus

Als eine Art Nachfolger von Wattana kamen wenige Jahre später der Hongkonger Marco Fu und die Chinesen Ding Junhui und Liang Wenbo auf die Profitour. Ding war dabei der wichtigste Spieler dieser Dreier-Gruppe. Mit 18 Jahren gewann er die professionellen China Open 2005 gegen den siebenfachen Weltmeister Stephen Hendry, einige Monate später gegen den sechsfachen WM-Sieger Steve Davis die UK Championship 2005. Beide Erfolge lenkten das Interesse der chinesischen Öffentlichkeit auf den Sport. Im Zuge dessen berichteten die chinesischen Medien verstärkt über den Sport, was sich wiederum auf die Beliebtheit des Snookers in China rückkoppelte. Dass chinesische Snookerspieler weiterhin Erfolge feierten, verstärkte dies noch. So erreichte Ding nach zahlreichen Turniersiegen als erster Asiate der WM-Geschichte das Finale der Snookerweltmeisterschaft 2016. Wenngleich er das Endspiel verlor, schauten schätzungsweise 210 Millionen Chinesen im Fernsehen zu. Mittlerweile gilt die Volksrepublik als wichtigster kommerzieller Markt des Snookersportes. Es gab sogar Angebote aus China, die Austragung der Snookerweltmeisterschaft zu übernehmen; der Weltverband entschied sich aber dagegen, um nicht das Einkommen durch Gelder der BBC zu gefährden.
Daneben entstanden in China zahlreiche, qualitativ hochwertige Snookerhallen, in denen 2017 schätzungsweise 60 Millionen Menschen Snooker spielten. Allein in Shanghai gab es 2016 mehr als 1500 solcher Spielorte. Die chinesische Regierung förderte diese Entwicklung, da Snookerhallen recht wenig Platz benötigen und sich so gut als Freizeitmöglichkeiten in den unter Platzmangel leidenden Großstädten eignen. Zudem ist Snooker als Teil der World Games, der Asienspiele und der Südostasienspiele recht prestigeträchtig, was den Förderungswillen der chinesischen Regierung noch verstärkte. Von daher hat China ein enormes Potential an jungen Talenten. Bereits zum Ende der 2010er-Jahre waren Chinesen auf der Profitour nach den Engländern die zweitgrößte Spielergruppe nach Nationalität. So kommen zum Beispiel knapp 20 % der Profispieler der Saison 2022/23 aus China. Zu Saisonbeginn standen mit Zhao Xintong und Yan Bingtao auch zwei von ihnen unter den Top 16 der Snookerweltrangliste, mit dem Iraner Hossein Vafaei auf Platz 17.

### Deutschland
In Deutschland ist Snooker weniger populär als im Vereinigten Königreich oder vergleichbaren Ländern, der Sport erfuhr aber in den letzten Jahren Aufwind. Trotzdem gilt Snooker in Deutschland als Randsportart.

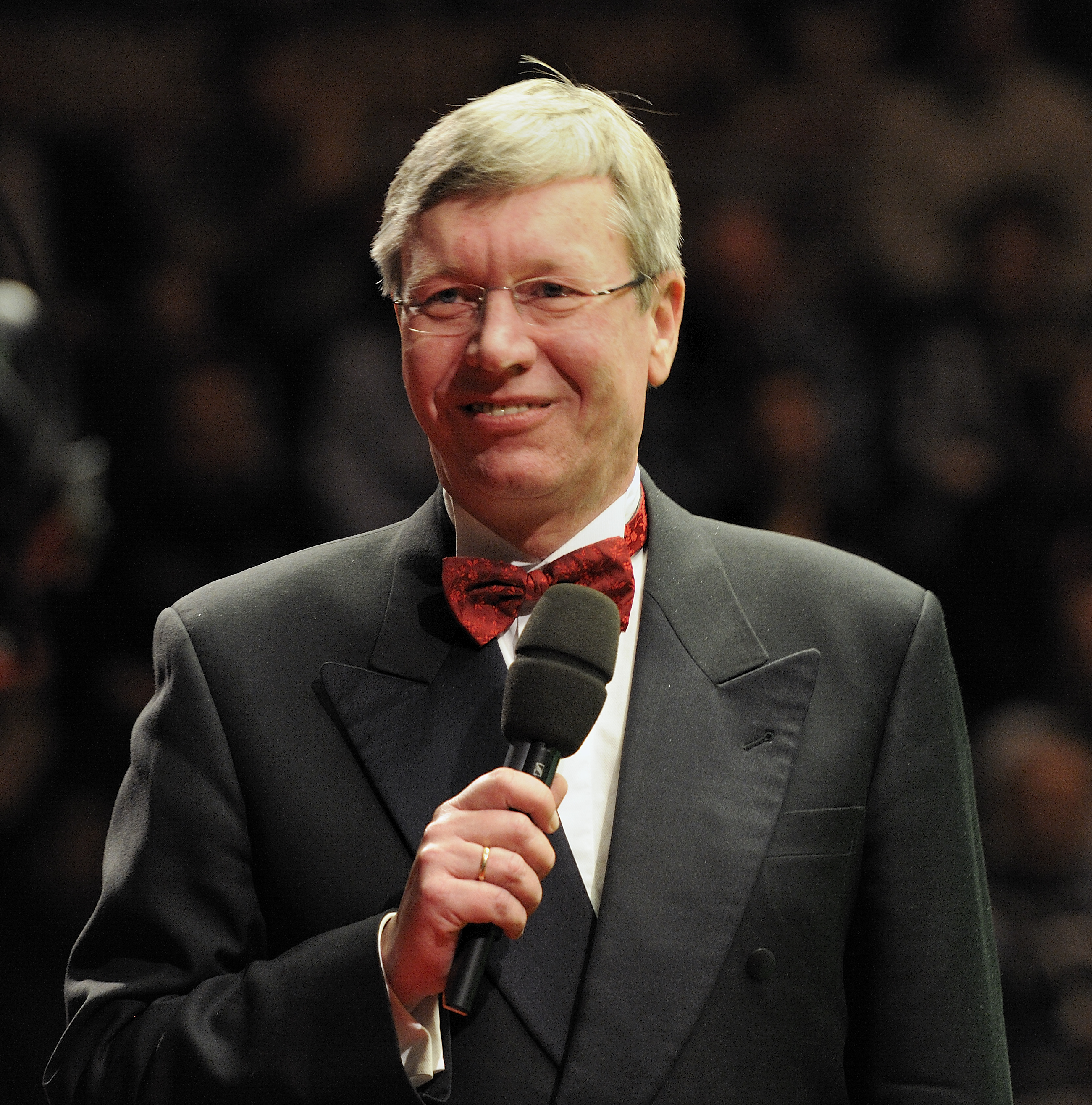
Rolf Kalb im Jahr 2012

Nachdem der Snookersport durch in Deutschland stationierte britische Soldaten nach Deutschland kam, eröffneten im November 1984 drei Briten in Hannover erstmals eine Snookerhalle auf deutschem Boden; ein halbes Jahr später folgte eine weitere in Gifhorn. An beiden Orten wurde in dieser Zeit jeweils ein Snookerverein gegründet, zum einen der 1. DSC Hannover, zum anderen der RSC Gifhorn. Zur ungefähr selben Zeit begann der Deutsche Pool Billard Bund (DPBB), sich auch für Snooker zu interessieren, und trug 1986 die erste offene deutsche Snooker-Meisterschaft aus. Die beiden Vereine in Hannover und Gifhorn bemühten sich um eine Verbindung mit dem Verband, was aber an der passiven Haltung des DPBB zunächst scheiterte. Da jedoch der DPBB einen Veranstaltungsort für die nächste Ausgabe der Meisterschaft suchte, entstand eine Zweck-Kooperation mit dem RSC Gifhorn, dessen Räumlichkeiten zum Austragungsort bestimmt wurden. Wegen Unstimmigkeiten distanzierten sich die beiden Vereine allerdings vom DPBB und gründeten im Anschluss an die Meisterschaft den Deutschen Snooker Kontrollverband (DSKV), der Mitglied in der European Billiards and Snooker Association und in der International Billiards & Snooker Federation wurde. Ab 1988 beziehungsweise 1989 trug der DSKV eine offene Meisterschaft mit internationaler Beteiligung und ebenfalls eine deutsche Snooker-Meisterschaft aus. Zudem spielten einige DSKV-Spieler bei Turnieren auf internationaler Ebene mit.
Mittlerweile war aus dem DPBB die Deutsche Billard-Union hervorgegangen. Im Juli 1997 verständigten sich die beiden Verbände darauf, dass der DSKV zu Beginn des Jahres 1998 der DBU beitreten soll, da sich beide Seiten von einem solchen Beitritt eine Stärkung des Snookers in Deutschland erhofften. Ungefähr im selben Zeitraum fand die Erstausgabe der 1. Bundesliga Snooker statt, der obersten Spielklasse im deutschen Snooker. Deutschland ist damit das einzige Land, in dem Snooker als Teamsport organisiert ist. Anfang der 2000er-Jahre beschloss Eurosport nach mehreren erfolgreichen Übertragungen die Übertragung im deutschsprachigen Raum zu intensivieren, wodurch der Sport in Deutschland deutlich bekannter wurde. Davon abgesehen fanden ab Mitte der 1990er-Jahre auch professionelle Snookerturniere auf deutschem Boden statt, zuerst mit der European Snooker League 1994 in Bingen am Rhein. Noch im selben Jahrzehnt versuchte der Weltverband mit den German Open ein zeitweiliges Ranglistenturnier in Deutschland zu etablieren. Der Versuch scheiterte jedoch aus mehreren Gründen. Neben einem Event der World Series of Snooker und verschiedenen Exhibitions etablierte sich ab 2004 in Fürth ein Snookerturnier, das ursprünglich unter dem Namen Snooker Grand Prix Fürth als Jubiläumsveranstaltung für den dortigen Snookerverein mit Beteiligung von Paul Hunter und Matthew Stevens stattfand. Ab 2005 hieß das Pro-Am-Event Fürth German Open und ab 2007 in Erinnerung an den ein Jahr zuvor verstorbenen Hunter Paul Hunter Classic. Später wurde es Teil der Snooker Main Tour und zeitweilig auch ein Ranglistenturnier. Seit 2011 findet im Berliner Tempodrom zudem mit dem German Masters ein weiteres Profiturnier statt, das seit seiner Einführung ein Ranglistenturnier ist.
Im Jahr 2004 gab es in Deutschland gut 300 Snookervereine und circa 4000 aktive Spieler. Letztere Zahl wurde 2018 auch von Rolf Kalb angeführt. Carsten Scheele schätzte dagegen 2016, dass auf rund 1500 Snookertischen ca. 5000 Spieler regelmäßig spielen würden. Dabei wird laut ihm primär in Ballungsgebieten gespielt, während es in dünn besiedelteren Regionen wie Mecklenburg-Vorpommern vergleichsweise wenig Spieler gibt. Zu den ersten bekannteren deutschen Spielern gehört der in Schottland geborene und später nach Deutschland gezogene Mike Henson sowie Sascha Diemer, der sich unter Hensons Anleitung zu einem der führenden deutschen Snookerspieler seiner Zeit entwickelte. Nachdem Henson bereits in den 1990er-Jahren für vier Saisons Profispieler war und 1994 das erste Maximum Break auf deutschem Boden gespielt hatte, wurde mit Lasse Münstermann zur Saison 2000/01 erneut ein Deutscher Main-Tour-Profi. Zwischen 2006 und den ersten Jahren der 2010er konnte sich auch Patrick Einsle mehrfach für die Main Tour qualifizieren, konnte jedoch sportlich mit nur wenigen Spielern mithalten. Infolgedessen gab er seine Startberechtigung freiwillig ab. In den 2010er-Jahren gab es zeitweise sogar zwei deutsche Profispieler, als sich die Profi-Zeiten von Lukas Kleckers und Simon Lichtenberg teilweise überschnitten. Zu den weiteren bekannteren Personen aus dem Snooker gehört der mehrfache deutsche Meister Thomas Hein, der neben verschiedenen Tätigkeiten bei der DBU vor allem als Co-Kommentator bei der Snookerweltmeisterschaft bekannt ist. Der bekannteste deutschsprachige Snooker-Kommentator ist Rolf Kalb, dem mitunter zugeschrieben wird, Snooker in Deutschland groß gemacht zu haben.

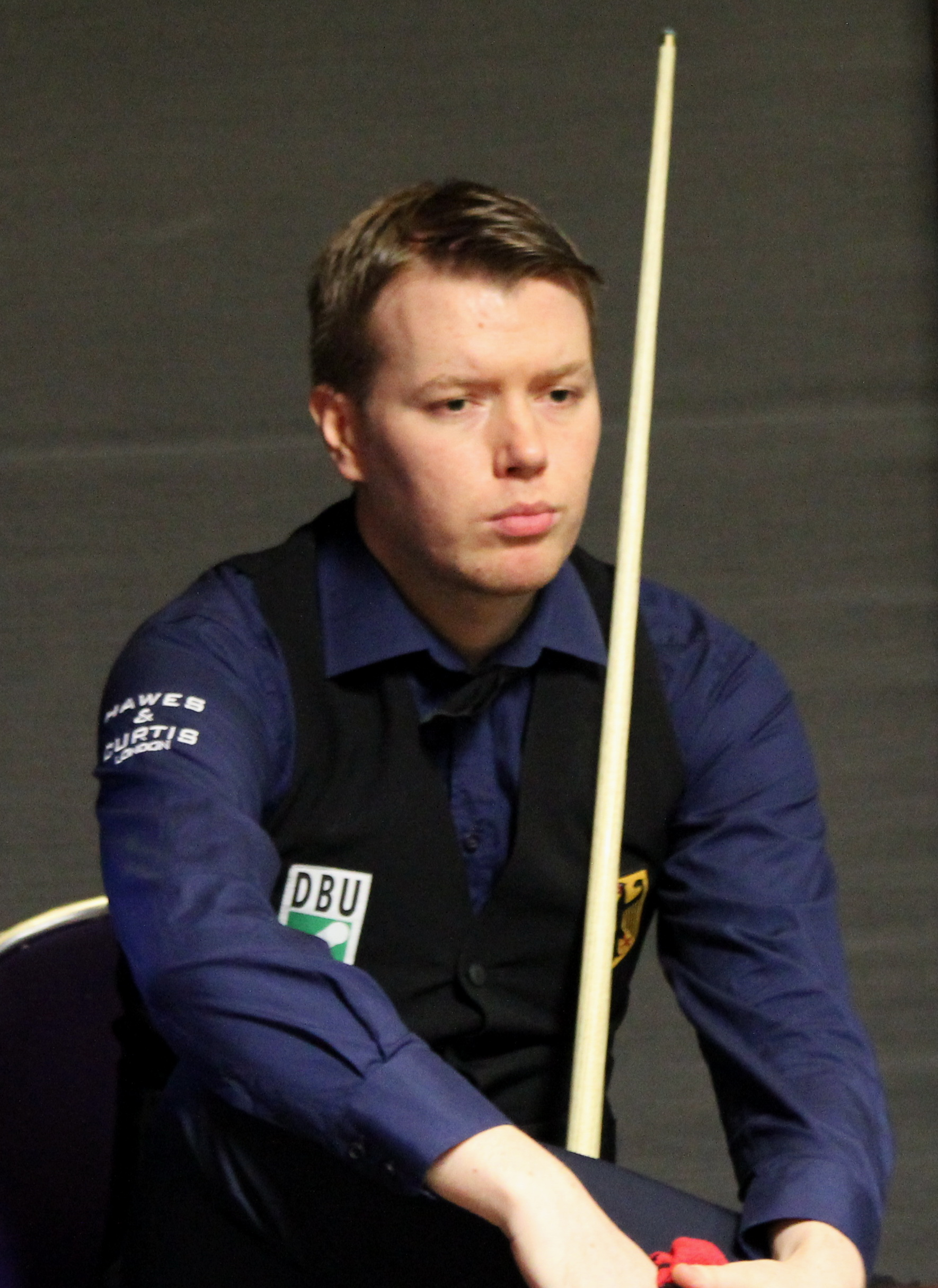
Patrick Einsle (2016)
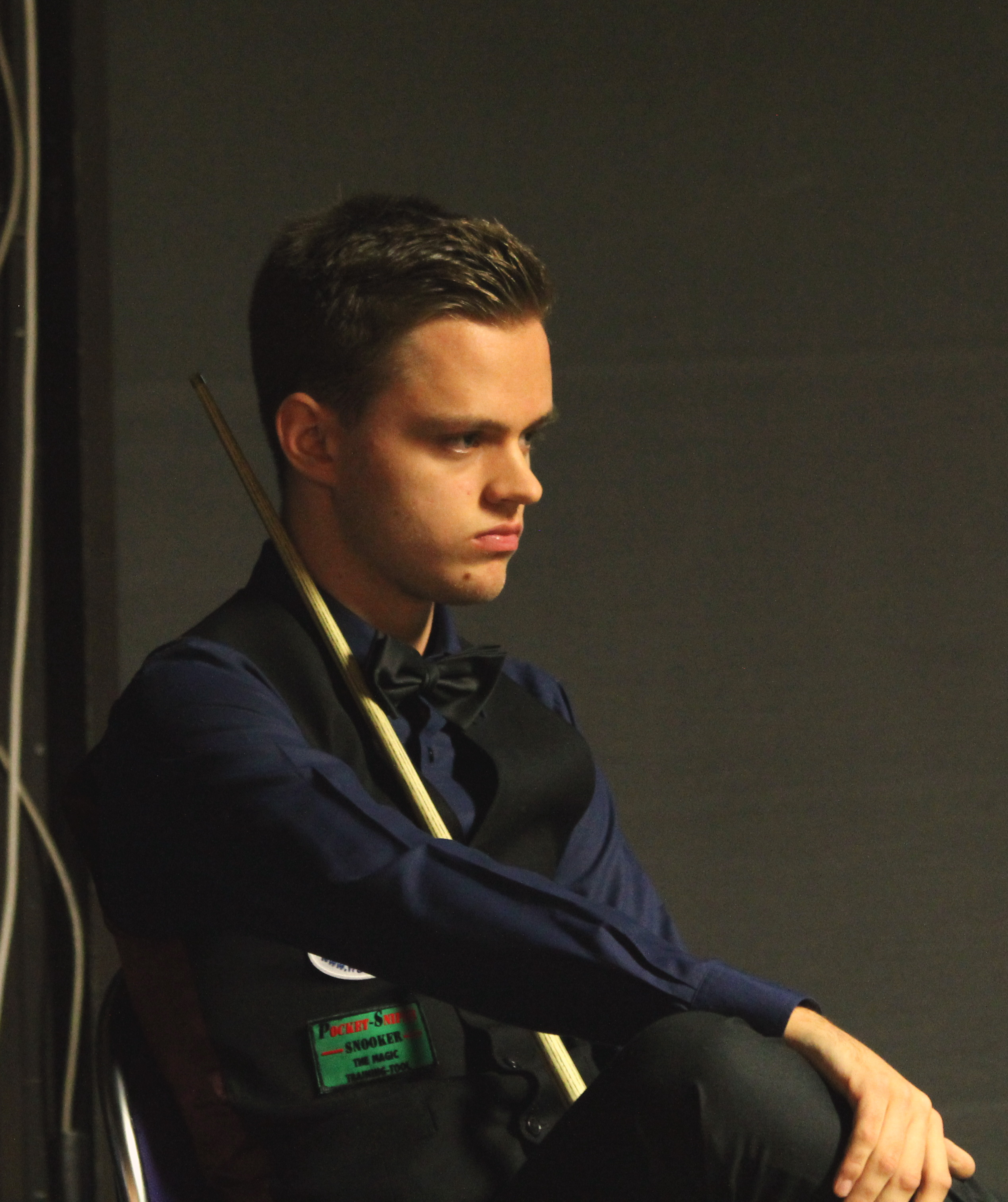
Lukas Kleckers (2017)
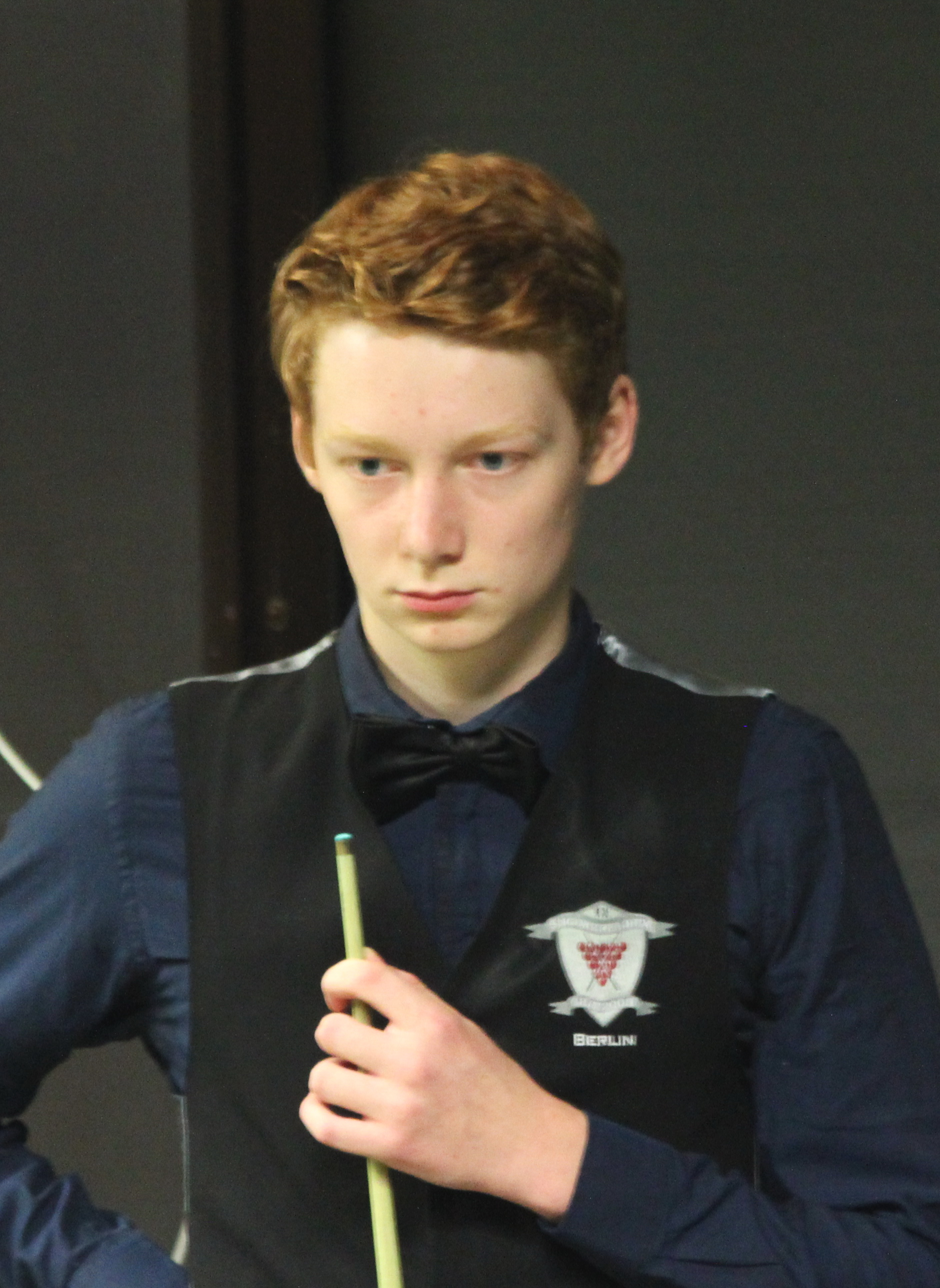
Simon Lichtenberg (2016)

### Österreich und die Schweiz
In Österreich gibt es seit 1990 mit dem Österreichischen Snooker- und Billiardsverband (kurz ÖSBV) einen eigenen nationalen Verband, der unter anderem Mitglied in der IBSF und in der EBSA ist. Seit 1991 wird die österreichische Snooker-Meisterschaft ausgetragen, die neben der „allgemeinen Klasse“ auch in anderen Disziplinen stattfindet. Zudem war und ist Österreich Austragungsort mehrerer internationaler Snookerturniere, primär auf Amateurebene. Nachdem man 2004 die Europameisterschaft in Österreich ausgetragen hatte, fand 2008 die Amateurweltmeisterschaft im österreichischen Wels statt. Davon abgesehen finden seit 2010 mit den 3 Kings Open in Rankweil und mit den Vienna Open in Wien zwei weitere Amateurturniere jährlich statt, an denen auch Profispieler teilnehmen. 2020 fand mit dem European Masters erstmals ein Ranglistenturnier in Österreich statt. Zu den besten österreichischen Spielern gehören in Abwesenheit von nicht existenten Profispielern Andreas Ploner und Florian Nüßle.
In der Schweiz ist Snooker ebenfalls nur eine kleine Randsportart. Aus dem Land kommt mit Alexander Ursenbacher allerdings ein Snookerspieler, der ab 2013 als erster Schweizer überhaupt auf der Main Tour spielte und sich für diese auch mehrfach wiederqualifizieren konnte. 2020 erreichte er als erster Schweizer und als erster Spieler aus dem deutschsprachigen Raum die Hauptrunde der Snookerweltmeisterschaft. In der Schweiz ist Snooker im Verband Swiss Snooker organisiert, der 2018 Mitglied bei der World Snooker Federation wurde. Diese hat zudem ihren Sitz in Lausanne. Seit 1988 hat die Schweiz eine eigene nationale Meisterschaft, die neben dem Amateurturnier Swiss Open, an denen auch Profispieler teilnehmen, das wichtigste Schweizer Turnier ist.

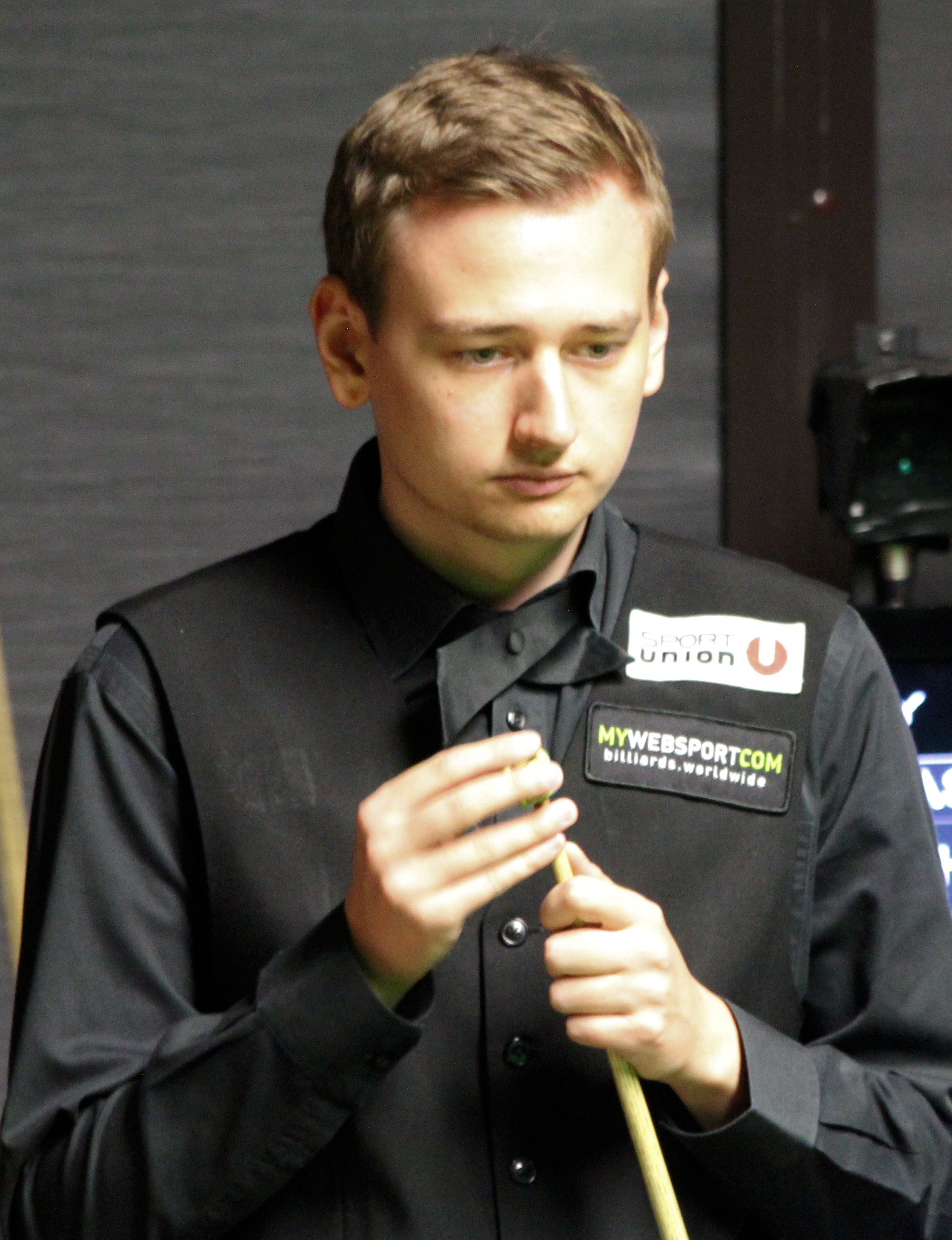
Andreas Ploner (2018)
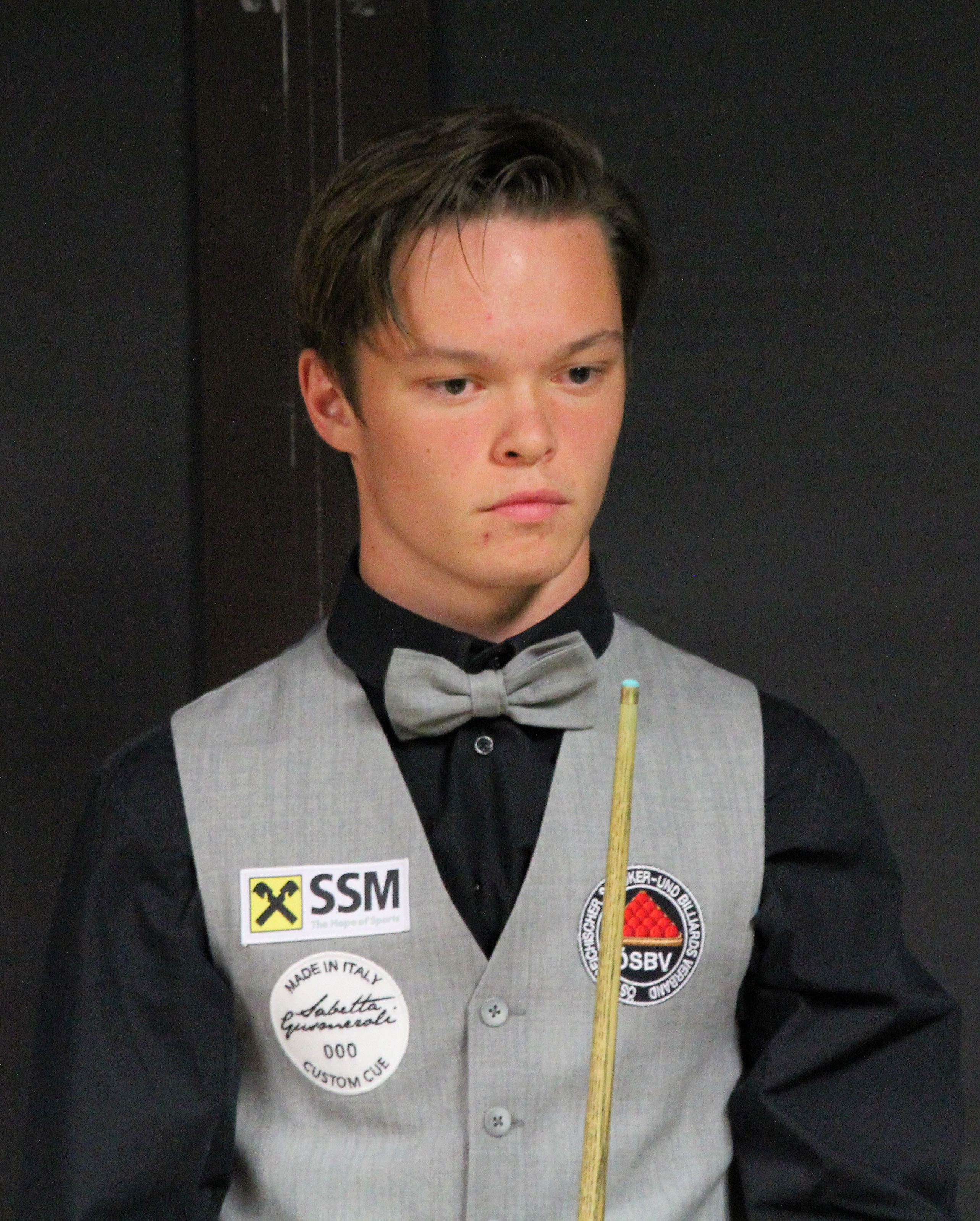
Florian Nüßle (2018)
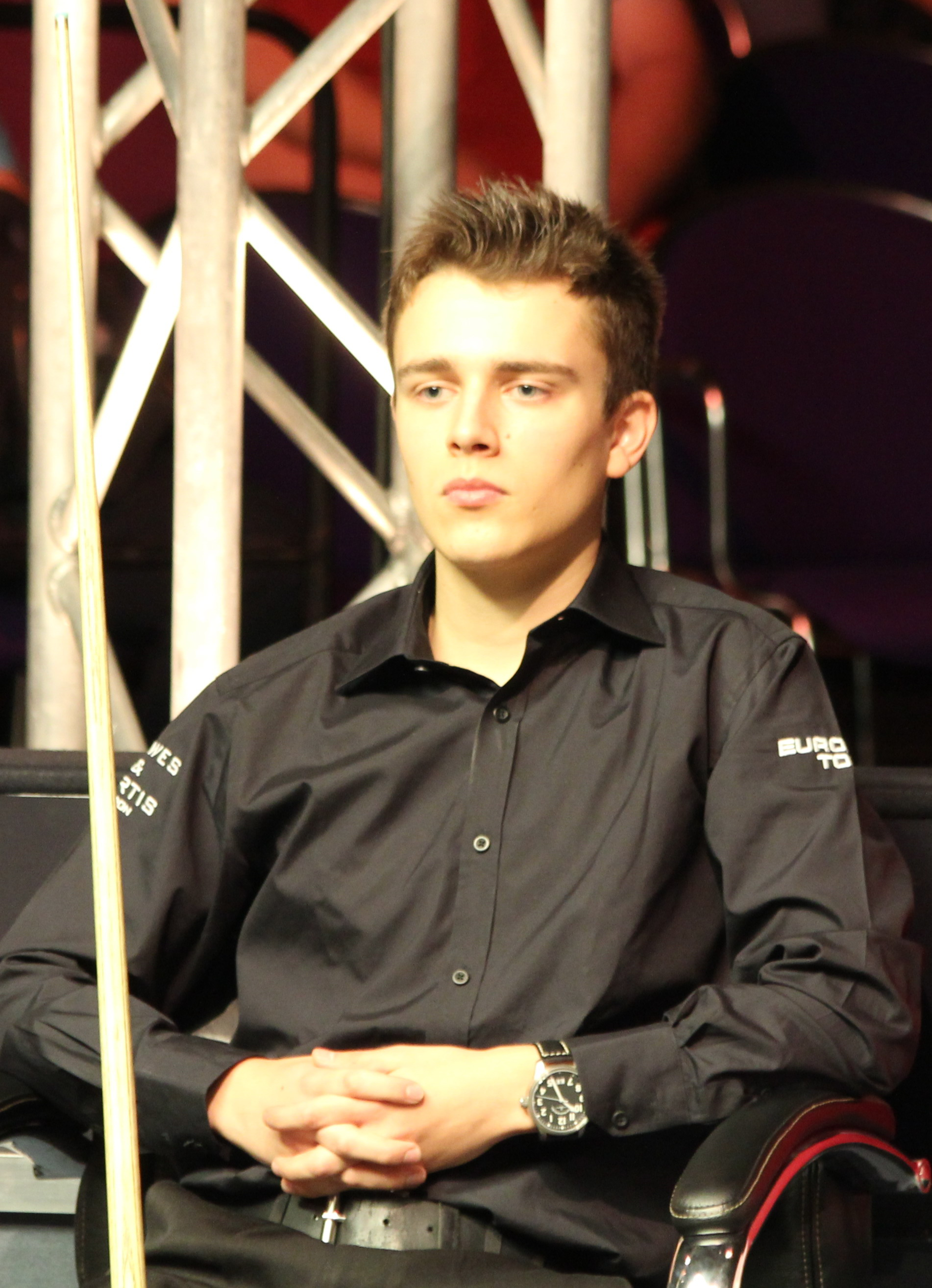
Alexander Ursenbacher (2014)

## Rezeption

### Aufnahme in den Medien
Die Fernsehberichterstattung, insbesondere durch die BBC, verhalf dem Snookersport zu seinem Durchbruch. Im Jahr 1989 war Snooker dabei im Vereinigten Königreich der Sport, der im Fernsehen am meisten übertragen wurde und im Hinblick auf die Anteile der Zuschauerzahlen ebenfalls führte. Ab dem 21. Jahrhundert begann zunächst Eurosport mit einer breit angelegten Fernsehberichterstattung. Mit der Übernahme des Weltverbandes durch Barry Hearn verstärkten bzw. begannen auch unter anderem der britische Fernsehsender ITV und China Central Television die Übertragung von Snookerturnieren. Die Volksrepublik China ist mittlerweile der größte TV-Markt in Sachen Snooker. Im Vereinigten Königreich gibt es dennoch ein reges mediales Interesse am Snookersport, sowohl seitens der seriöseren Medien, die größtenteils eigene Fachleute für Snooker haben, als auch seitens der Boulevardpresse. Im deutschsprachigen Raum ist die mediale Präsenz zwar vergleichsweise gering, aber vorhanden. So veröffentlichen überregionale Zeitschriften regelmäßig Artikel über den Sport. Auch im Lokalsport erfährt Snooker durchaus einen gewissen Grad an Berichterstattung.
In Büchern wird Snooker erstmals im Jahr 1889 erwähnt. Allerdings gab es erst seit den 1930ern verstärkt Publikationen übers Snooker, als der Sport das English Billiards sukzessive verdrängte. Zu jener Zeit gehörte Joe Davis zu den wichtigsten Sachbuchautoren. Davis’ Lehrbuch How I Play Snooker gilt als eine Art „Bibel des Snookers“. Mit dem Niedergang des Sportes verringerte sich auch die Anzahl der Veröffentlichungen, ehe sie mit zunehmender Beliebtheit ab 1969 wieder anstieg. So wurden in den 1980er-Jahren schließlich mehr als hundert Bücher und ähnliches übers Snooker veröffentlicht. Seit dem Jahrtausendwechsel gibt es verstärkt auch Autobiografien und Biografien auf dem Markt. Zu den wichtigsten Autoren seit 1969 gehört insbesondere Clive Everton, der langjährig auch Herausgeber der Fachzeitschrift Snooker Scene war.

### Künstlerisch-kulturelle Wahrnehmung

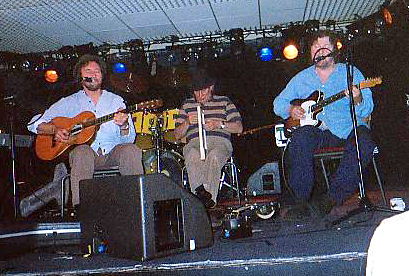
Landeten mit Snooker Loopy einen Hit: Chas & Dave

Die US-amerikanische Schriftstellerin Lionel Shriver veröffentlichte mit The Post-Birthday World (im Deutschen unter dem Titel Liebespaarungen erschienen) einen Roman, dessen Handlung sich im Snookersport bewegt. 2016 debütierte im WM-Spielort, dem Crucible Theatre, das Theaterstück The Nap von Richard Bean, das sich unter Mitwirkung der Schauspieler Jack O’Connell und Mark Addy und des Snookerspielers John Astley um einen Sheffielder Snookerspieler in der WM-Hauptrunde dreht. Im selben Jahr erschien die von der BBC herausgegebene Film-Dramedy Rack Pack, die die Konkurrenz zwischen Alex Higgins und Steve Davis zum Thema hat. 2020 feierte der Film Break mit den Schauspielern Rutger Hauer und David Yip sowie Cameos von Ken Doherty, Jack Lisowski und Liang Wenbo seine Premiere. Des Weiteren gibt es ein Gemälde von Damien Hirst, das das Maximum Break von Hirsts Freund Ronnie O’Sullivan bei der Snookerweltmeisterschaft 1997 zeigt. Außerdem gibt es einige Musikstücke mit und über das Thema, darunter der Song Snooker Loopy, der 1986 als Produktion des Duos Chas & Dave mit mehreren bei Matchroom Sport unter Vertrag stehenden Spitzenspielern, die unter dem Namen Matchroom Mob auftraten, ein Charthit wurde. Der deutsche Ex-Profi Lasse Münstermann veröffentlichte einen entsprechenden Song in Deutsch. Schließlich gibt es einige Snooker-Computerspiele. Ein solches ist zum Beispiel das 2019 veröffentlichte und vom Weltverband lizenzierte Snooker 19.